# ハリー・ポッターシリーズの魔法生物一覧
ハリー・ポッターシリーズの魔法生物一覧（ハリー・ポッターシリーズのまほうせいぶついちらん）では、J・K・ローリングの小説『ハリー・ポッター』シリーズに登場する、架空の生物について述べる。

## 生物種
解説文に記されているM.O.M.分類とは、魔法省（Ministry of Magic）による生物の危険度を示したもので、Xの数が多いほど危険な生物ということになっている。ただし一部に例外があり、ケンタウルス・水中人・一角獣は「攻撃的なわけではなく相手に尊厳をもっての待遇を求める」という意味で「XXXX」、不死鳥はその飼育の困難さにより「XXXX」、スニジェットは希少な保護動物であるため「XXXX」となっている。

### 魔法動物

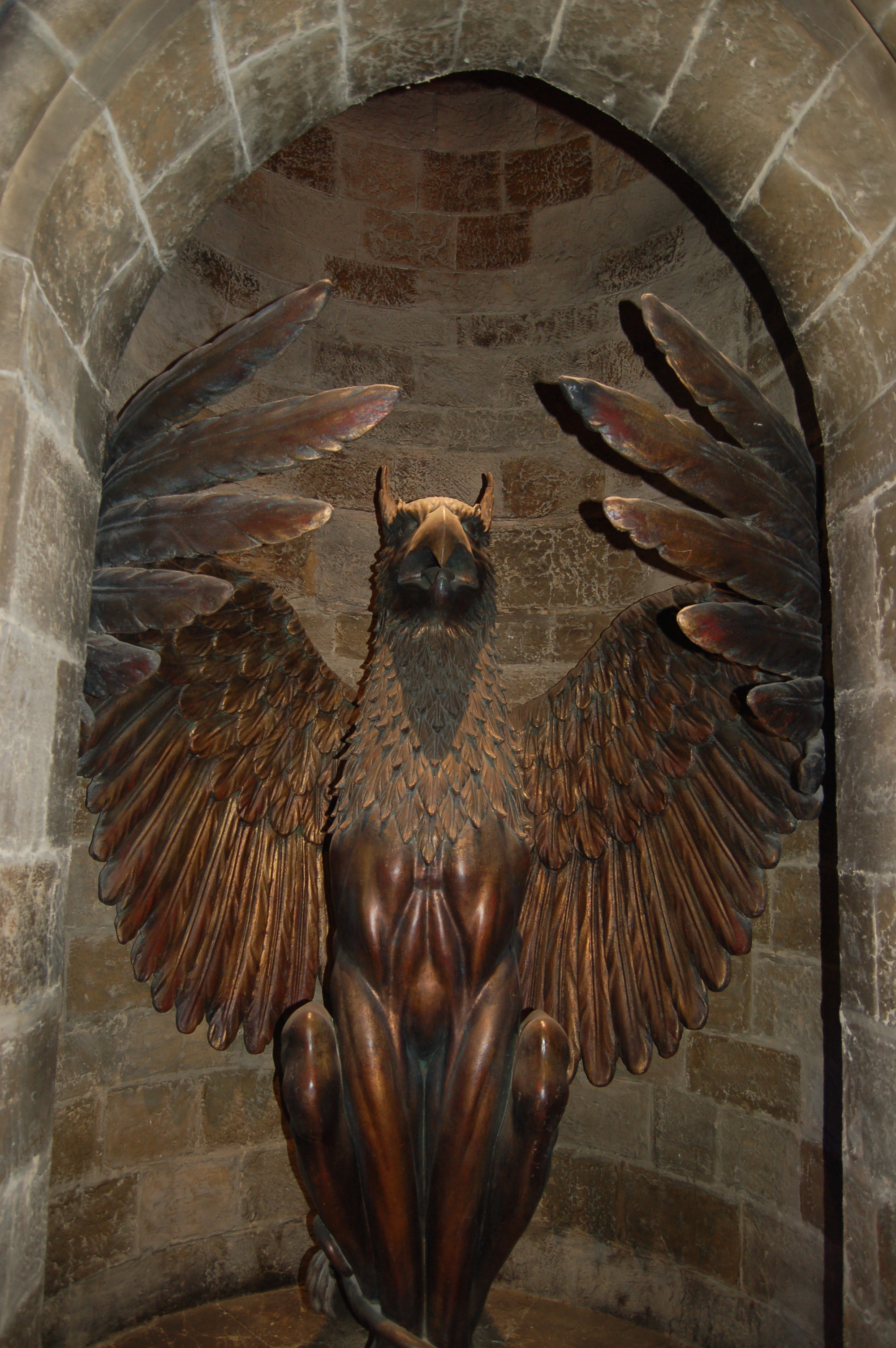
映画版のグリフィン像

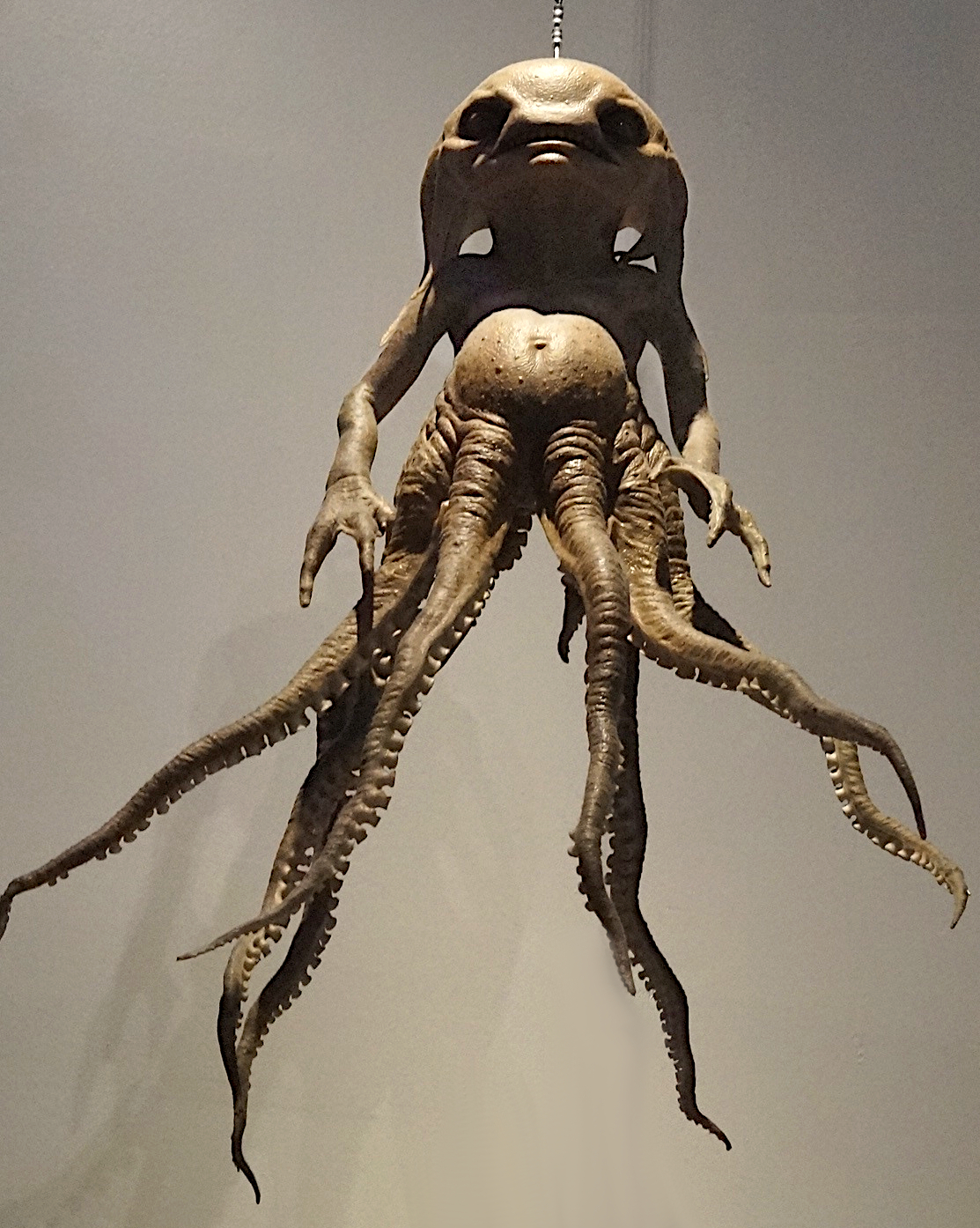
映画版のグリンデロー

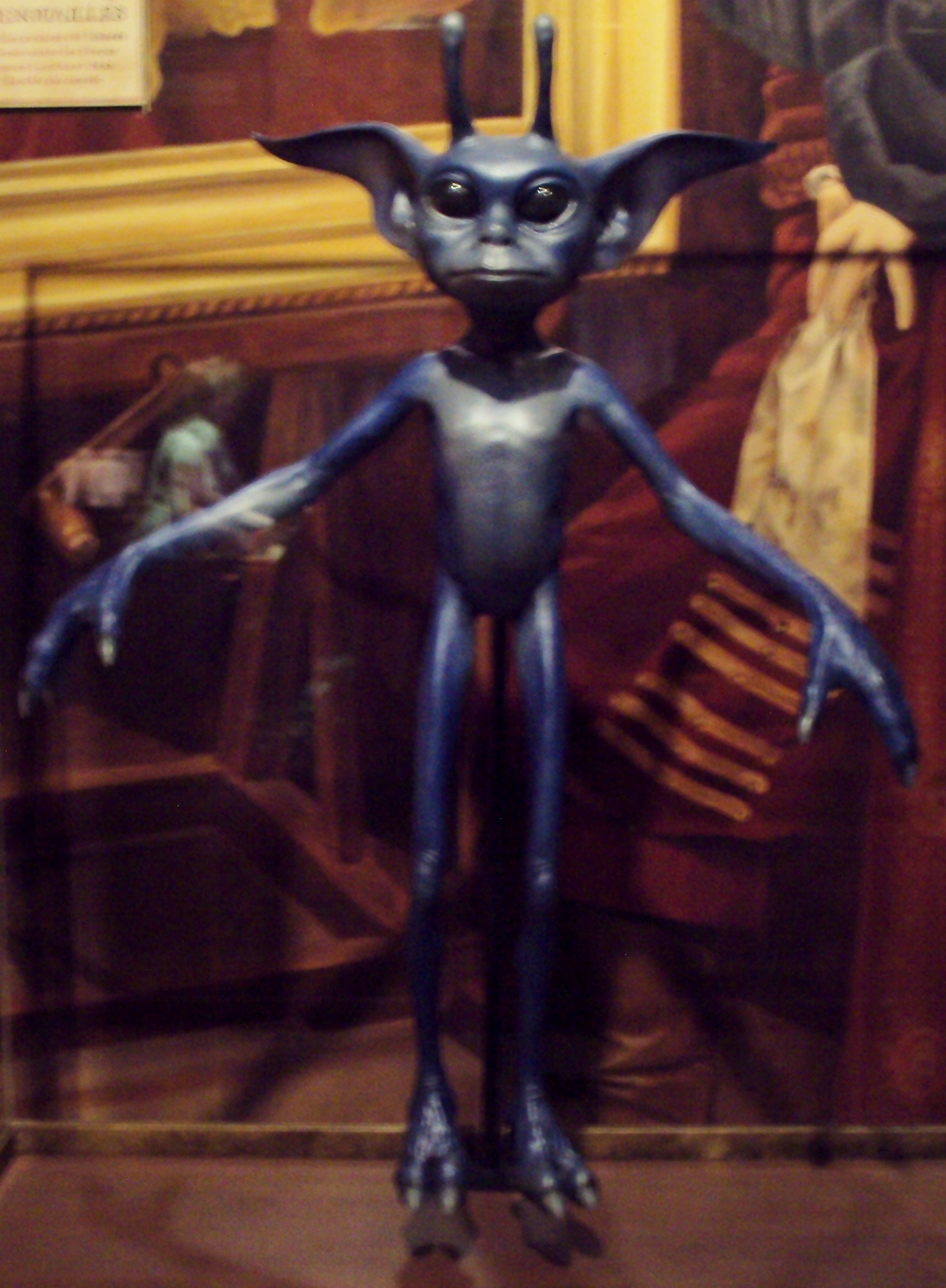
映画版のピクシー妖精

「動物 (Beast) 」は魔法省による魔法界の生物の3分類のうちのひとつ。ほかに「存在」と「霊魂」がある。動物とは、魔法社会の法律を理解できる知性を持たず、立法に関わる責任を担うことができない生物である。この1811年にグローガン・スタンプ魔法大臣によって定められた定義に達するまでに、「ヒトたる存在」と動物の線引きにはかなり苦労したとされる。最初に分類をしようとしたときには二足歩行であれば「ヒトたる存在」として分類し、会議場に召集をかけた結果、トロールが会議場を破壊し、鬼婆は獲物である子供を探し、妖精が飛び回るという、まったく収拾のつかない事態となった。
なお、最初に述べた定義ですべて解決したというわけでもない。たとえば、マグル（魔法族ではない人間）を動物に分類せよという過激論者もいる。
アクロマンチュラ（Acromantula）
M.O.M.分類：XXXXXX（Xは最大5だがアクロマンチュラだけは6になっている。ただし新装版『幻の動物とその生息地』では5になっている）
原産地：ボルネオ島（最古の記録は1794年）
人なみの知能を持ち言語が話せる八つ目の巨大な蜘蛛。黒い毛が生えている。興奮したりすると鋏角を鳴らす。分泌する毒は非常に貴重かつ高価で、ホラス・スラグホーンは「半リットルで100ガリオンになるかもしれない」と語る。ジャングルに住む。ドーム型の巣を作り、一度に最高100個の卵を産む。卵はビーチボールほどで白く柔かく、6 - 8週間で孵化する。雄より雌のほうが大きい。ルビウス・ハグリッドによると、死んだ仲間を食べる習性があるらしい。
魔法使いが創り出したとされるが、訓練ができないため、非常に危険。実際に相対したロン・ウィーズリーは危険度を表すXを9個書き足す。
卵は魔法生物管理部の取引禁止品目Aクラスに指定されている。20世紀に実験飼育禁止令が出された。人の言葉を話せるようになった、数少ない魔法動物のひとつ。
アッシュワインダー（Ash winder）
M.O.M.分類：XXX
魔法火（魔法物質を加えた炎）を長時間ほったらかしで燃やし続けると創り出される、真っ赤に輝く目をした灰白色の細い蛇。世界じゅうに存在する。這ったところに灰だらけの跡が残る。たった1時間の命で、生まれ出でた家の暗い隔離された場所に鮮やかな赤い卵を産み付けた後、崩れて塵になる。卵は高熱を発するため、存在を確認した魔法使いはすぐに跡をつけ、しかるべき呪文で凍結させないと数分で火事を引き起こす。凍結した卵は「愛の妙薬」の原料として高い価値を持つほか、それ自体を食することで熱冷ましとしても使える。「肥らせ呪文」をかけると大惨事を引き起こす。
エルンペント（Erumpent）
M.O.M分類：XXXX
生息地：アフリカ
サイに似た大型の灰色の動物で、体重は1トンに達する。皮膚は厚くて硬く、大概の呪文をはねつける。鼻の上の大きな角と長い尾を持つ。その角は皮膚や金属などあらゆるものを貫くほどの硬度を持ち、また体内にはあらゆるものを破裂させる毒液を持つ。交尾の季節になると、オスどうしはメスを巡っての争いの際にその毒液で相手を破裂させる。
第7巻には「しわしわ角スノーカックの角」としてこれの角が登場する。
オーグリー（Augurey）
M.O.M.分類：XX
原産地：イギリス、アイルランド
生息地：北ヨーロッパ
緑がかった黒色の、小さなハゲワシのような鳥。悲しげな目つきをしている。昆虫や妖精を食する。土砂降りの時のみ飛び、それ以外はイバラやとげで作った巣にいる。
低く震える鳴き声を発し、かつては人間の死の予兆を意味すると思われていたが、実際にはもうすぐ雨が降ることを予報しているだけであった。この迷信から『ハリー・ポッターと呪いの子』では、逆転時計を使用したことでヴォルデモートが支配する世界に変わってしまった際に、ヴォルデモートの娘のデルフィーニが「オーグリー様」と呼ばれていた。
ビリーウィグ（Billywig）
M.O.M分類：XXX
原産地：オーストラリア
鮮やかなサファイアブルーの昆虫。胴体の一番下にある針に刺されると、めまいがして空中に浮揚する。ビリーウィグの針を乾燥させたものは何種類かの魔法薬に使われ、フィフィ・フィズビーという菓子の材料になると考えられている。
キメラ（Chimera）
M.O.M.分類：XXXXX
頭はライオン、胴体はヤギ、尾はドラゴン。凶暴で血に飢えているため、非常に危険。退治に成功したのは1例しかなく、その魔法使いは戦いのあとに疲労により天馬から落ちて死亡した。卵は魔法生物規制管理部の取引禁止品目Aクラスに指定されている。
グールお化け（Ghoul）
M.O.M.分類：XX
出っ歯の人食い鬼に似た醜い生物。魔法使いの家の屋根裏や納屋などに住みつき、呻き声をあげたり、物を投げたりする。蜘蛛や蛾を食する。魔法使いの家がマグルの手に渡った場合、魔法省・魔法生物規制管理部のグール機動隊が出動し、家に住みついたグールお化けを除去する。
クラップ（Crup）
M.O.M.分類：XX
原産地：イギリス南東部
ジャック・ラッセル・テリアに似ており、尾が二股になっている。あらゆるものを食す。魔法使いに忠実で、マグルには獰猛。魔法使いが創り出したとされる。
飼うには魔法生物規制管理部の許可がいる。許可をもらうには、マグル移住地域で管理する能力があることを証明しなければいけない。法律で、生後6 - 8週間になったら「切断呪文」で尾を取り除くことが義務となっている。
グリフィン（Griffin）

M.O.M.分類：XXXX
原産地：ギリシャ
頭・前足が鷲、胴体と後ろ足がライオン。生肉を食する。宝物の警備のため、一部の魔法使いが飼育している。
ケンタウルス（Centaur）
M.O.M.分類：XXXX
原産地：ギリシャ
生息地：ヨーロッパ各地
森に住み、言葉を話す。上半身は人間、下半身は馬。下半身の毛色は5、6種類ある。習性は謎に包まれているが10 - 50頭の群れを作り、プライドが高く「半獣」と呼ばれることを嫌い、自分たちを侮辱するものには制裁を加える。占い、天文学、洋弓、癒しに精通している。基本的に、魔法使いやマグルを信用していない。ユニコーンと同様、敬意を持って接するべき存在ゆえにM.O.M.分類はレベル4である。
禁じられた森に住むケンタウルスはアルバス・ダンブルドアに一目置いており、その葬儀の際には全員が参列し慰問の弓矢を放つ。
コカトリス（Cockatrice）
M.O.M.分類：不明
ハーマイオニー・グレンジャーが読んだ本に載っている。
1792年の三大魔法学校対抗試合で大暴れし、当時の校長が全員負傷したらしい。
火蜥蜴 / サラマンダー（Salamander）
M.O.M.分類：XXX
小型で白色のトカゲ。火の中に棲み、炎を餌とし、火を噴く。色は姿を現すときの火の温度によって変わる。自分が生まれた火が燃えてさえいれば死ぬことはない。きちんと定時に胡椒を与えれば、最高6時間火の外で生きることができる。
サラマンダーの血液は強力な回復薬に使われる。
尻尾爆発スクリュート（Blast-Ended Skrewt）
M.O.M.分類：XXXX
名前の通り尻尾が爆発する。オスは針を持っており、メスは腹に吸盤がある。共食いをする。孵ったときは体長約15,6cmで殻を剥かれた奇形のロブスターのような姿をしており、胴体は青白くヌメヌメしていて、脚があちこちから出ている。顔や口の場所が判らず、腐った魚のような匂いがする。成長しきったときは体長約3mで蠍（さそり）のような姿をしており、背中に長い棘を丸め込んでいる。厚い甲殻は呪文を弾き返す。
ハグリッドが創り出す。おそらく、マンティコアとファイア・クラブの雑種。
第4巻『炎のゴブレット』でハグリッドが飼い方を見つけるため、魔法生物飼育学の生徒に任せる。成長しきったものが、三大魔法学校対抗試合の第三の課題の障害物として登場する。
水魔
河童（Kappa）
M.O.M.分類：XXXX
生息地：日本
浅い池や川に棲む。全身がうろこに覆われ、頭頂のへこみに水が溜まっている。へこみの水がなくなると、力を失う。人を水中に引きずりこみ、生き血を吸う。
名前が彫られたきゅうりを放り投げると、その名前の人には悪さをしなくなる。出会ったときは、お辞儀をさせたほうがよい（へこみから水がこぼれるため）。
グリンデロー（Grindylow）

M.O.M.分類：XX
生息地：イギリス、アイルランド
湖に棲む。薄緑色をしており、指は長く握力が強いが折れやすい。角があり、歯は緑。小魚を食す。攻撃的で指で締め付けてくる。
水中人が飼っている場合がある。
ケルピー（Kelpie）
M.O.M.分類：XXXX
生息地：イギリス、アイルランド
さまざまな形に変身する水魔。ガマの穂をたてがみに模した馬、あるいは海蛇の姿になることが多い。油断した者を背中に乗せて水中に引きずり込み、食い殺す。ただし、「縄かけ呪文」で手綱をかけると、大人しくなる。
ネス湖に生息するネッシーは、このケルピーのことである。

スニジェット（Snidget）
M.O.M.分類：XXXX（絶滅危惧種であるため）
生息地：世界中
別名：ゴールデン・スニジェット
真ん丸な身体をした小型の鳥。長く鋭いくちばしと赤い目を持つ。飛行速度はきわめて速く、翼の関節の回転により方向転換も素早い。
11世紀のころから乱獲され、クィディッチでも捕まえると150点になるルールで使われた。そのため14世紀なかばまでのあいだに数が激減したため、捕獲とクィディッチへの使用が禁止され、クィディッチには、代わりにスニッチが用いられるようになった。なお、その禁を破ると厳罰に処せられる。
スフィンクス（Sphinx）
M.O.M.分類：XXXX
頭は人、体はライオン。知能が高く、なぞなぞやパズルを好む。守っているものが危険に晒されると、危険になる。1000年以上貴重品や隠れ家を守るために使われてきた。
第4巻では、三大魔法学校対抗試合の第三の課題でハリー・ポッターになぞなぞを出す。
ディリコール（Diricawl）
M.O.M.分類：XX
原産地：モーリシャス
丸い胴体の飛べない鳥。危険を感じると、姿を消して別の場所に移動する。
じつはドードーは、この鳥のことである。ところがマグルはディリコールが自由自在に姿を消せるとは知らなかったので、絶滅したと勘違いした。魔法省はこのことを把握しているようだが、この「勘違い」がマグルの生物に対する愛護意識を高めたと判断したため、絶滅していないことを伝えるのを不適切としてきた。
天馬（Winged Horse）
M.O.M.分類：XX-XXXX
生息地：世界中
翼のある馬。4種類いる。マグルの目につかないよう、所有者は定期的に「目くらまし呪文」をかけることが義務づけられている。
アブラクサン（Abraxan）
パロミノ（月毛の馬）のような姿をしている。象ほどもある巨大な馬で、蹄はディナー用の大皿より大きい。毛は金色で、目は赤い。オリンペ・マクシームによれば、シングルモルト・ウィスキーしか飲まない。
第4巻で、ボーバトンの代表選手が乗る馬車をひく。
セストラル（Thestral）

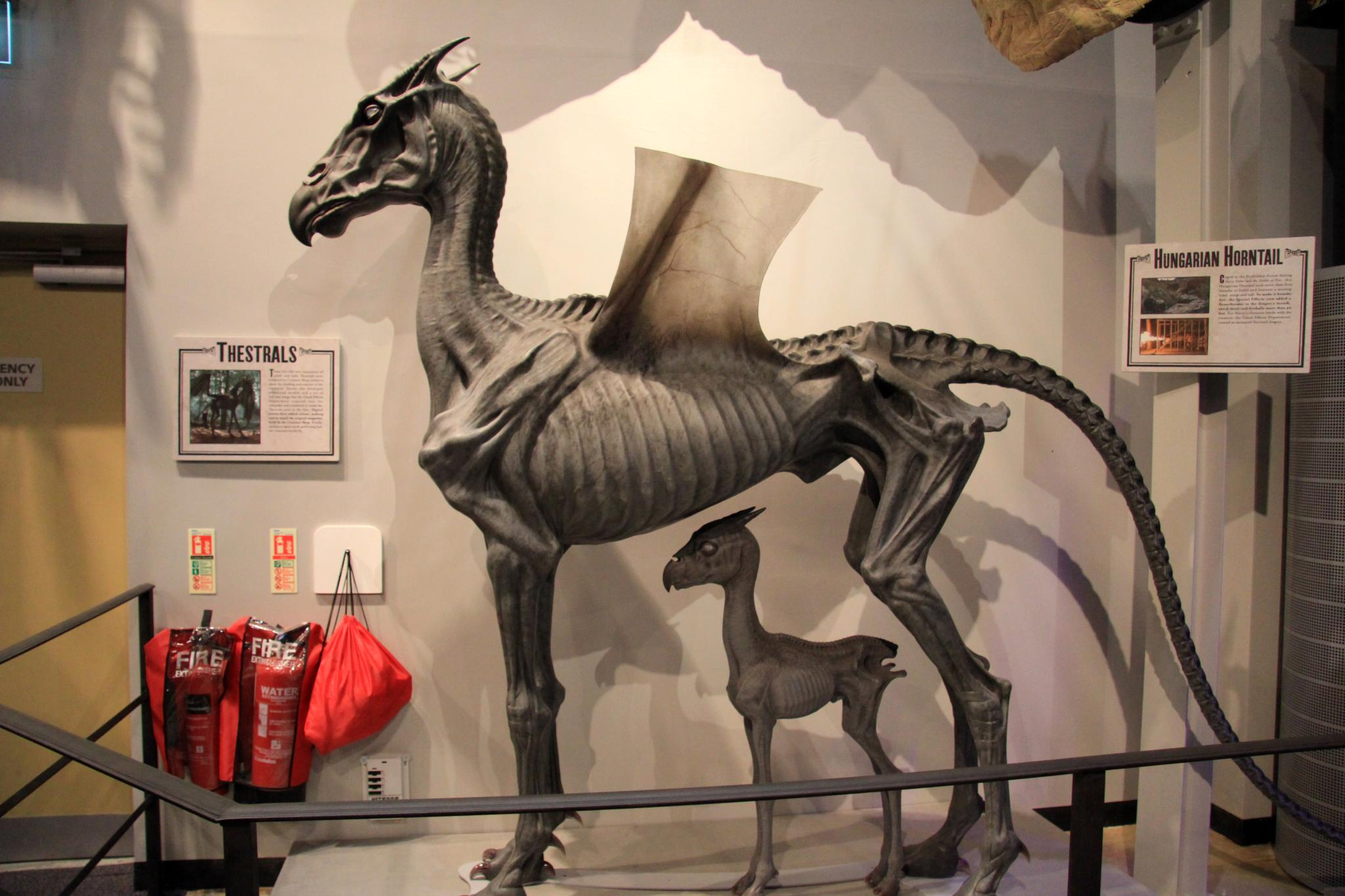
映画版のセストラル

黒毛。目は白く、外見は骨ばっていてドラゴンのような翼をしている。死を見たことのある人間にだけ姿が見える。希少種。ホグワーツにいるものは知能がかなり高く、馬車を引くのに利用されている。肉食でフクロウも襲うが、ホグワーツのセストラルは襲わないようハグリットにしつけられている。ハリーにして経験がないほどの高速で飛ぶことが可能。また死の秘宝のひとつであるニワトコの杖の芯には、セストラルの尾毛が使われている。
イーソナン（Aethonon）
栗毛。イギリス、アイルランドに多く生息。
グレニアン（Granian）
灰色。足が速い。

噛み付き妖精 / ドクシー（Doxy）
M.O.M.分類：XXX
生息地：北ヨーロッパ、アメリカ
妖精としばしば混同される。体は黒い毛に覆われ腕と脚は各4本あり、羽はカブトムシのように光っており、牙は2列に並んでいて鋭く、毒がある。寒冷な気候を好む。一度に最高500個の卵を産み、地中に埋め、その後2 - 3週間で孵化する。
噛まれたら解毒剤を服用する必要がある。
ドラゴン（Dragon）
M.O.M.分類：XXXXX
ドラゴンはもっとも有名であり、隠すのが一番難しい魔法動物。雌が雄より大きいが、訓練を受けた魔法使い以外は近づいてはいけない。ドラゴンの皮、血液、心臓、肝臓、角は強力な魔法特性を持ち、卵は取引禁止品目Aクラスに指定されている。純血種は以下の通り。
オーストラリア・ニュージーランド・オパールアイ種（Antipodean Opaleye）
原産地：ニュージーランド（オーストラリア）
ニュージーランド原産だが、生まれた土地に生息地が少なくなるとオーストラリアに移住する。山岳よりも渓谷に生息する。体重2-3トン。玉虫色に光る鱗と、きらきら光る多彩色の瞳孔のない目が特徴。非常に鮮やかな紅蓮の炎を吐くが、空腹時以外はめったに殺生はしない。卵は薄いグレー。
チャイニーズ・ファイアボール種 / 中国火の玉種（Chinese Fireball）
唯一の東洋種。獅子龍とも呼ばれる。深紅の鱗、獅子鼻で、顔の周りに黄金色の房毛があり、目が極端に飛び出している。体重2 - 4トン。卵は鮮やかな茜色で黄金色の斑点がある。殻は中国魔法に使われる。2頭までならほかのドラゴンが自分の縄張りに生息するのを認めることがある。ほとんどの哺乳類を食べるが、とくに豚と人を好む。
ウェールズ・グリーン普通種（Common Welsh Green）
原産地：イギリス
ヒツジを好む。挑発しない限り努めて人を避けている。しかし、このドラゴンが日光浴をしているマグルで混み合った浜辺を急襲した事件があった。しかし休暇中の魔法使いの勇敢な行動により死者は出なかった。その家族が事件直後、最大規模の忘却呪文を入るフラクームの住民にかけたため、危ういところで大惨事を免れた。この魔法使いの家族は、のちに勲一等マーリン勲章を受けた。このドラゴンの吠え声はすぐそれだとわかり、驚くほど音楽的である。卵は茶褐色で、緑の斑点がある。
ヘブリデス・ブラック種（Hebridean Brack）
原産地：イギリス
一頭に付き250平方キロメートルもの領域を必要とする。おもにシカを餌にしているが、大型犬や家畜までさらっていくことがある。ヘブリデス諸島に住み着いているマクファスティー一家が代々土着種のドラゴンの管理をしている。ざらざらした鱗ときらきら光る紫色の目を持つ。
ハンガリー・ホーンテール種（Hungarian Horntail）
原産地：ハンガリー
ドラゴンのなかでもっとも危険だと言われている。黒い鱗でトカゲのような姿。長い尾からは鋭いとげが突き出している。卵はセメント色。ヤギやヒツジを餌とするが、チャンスがあれば人も食べる。第4巻では第1の課題でハリーが戦う。
ノルウェー・リッジバック種（Norwegian Ridgeback）
原産地：ノルウェー
多くの点でホーンテイル種に似ている。しかし、尾のとげの代わりに漆黒の隆起部が背中にある。同種のドラゴンに対して桁外れに攻撃的であり、もっとも希少な種類になっている。陸上のほとんどの大型哺乳類を食べるが、ドラゴンとしては珍しく水中に生息する生物も食べる。卵は黒。第1巻『賢者の石』でハグリッドが少しだけ飼うノーバートもこの種類。牙には毒がある。
ペルー・バイパースーツ種（Peruvian Vipertooth）
原産地：ペルー
ドラゴンのなかでもっとも小柄だが、もっとも飛ぶのが早い。銅色の体になめらかな鱗を持ち、背中に黒い隆起線がある。牙には猛毒がある。ヤギとヒツジを好むがことさら人を好むため、驚くべき勢いでこのドラゴンが増えていた19世紀末、その数を減らすために国際魔法使い連盟が始末屋を送り込まざるを得なかった。
ルーマニア・ロングホーン種（Romanian Longhorn）
原産地：ルーマニア
深緑色の鱗と金色にきらめく長い角を持ち、その角で獲物を突き刺して串焼きにする。角の粉末は魔法薬の材料として珍重されている。角の取引が原因で数が激減しているため、集中的な繁殖計画の対象となっている。ロングホーンの角は取引可能品目Bクラスに指定されている。
スウェーデン・ショート−スナウト種（Swedish Short-Snout）
原産地：スウェーデン
シルバー・ブルーの鱗。皮はとても丈夫で、保護手袋や楯の製造に引っ張りだこである。鼻から出る炎は鮮やかなブルーで、木材や骨を瞬時に灰にする。ほかのドラゴンに比べて、人を殺したという報告は少ない。
ウクライナ・アイアンベリー種（Ukrainian Ironbelly）
原産地：ウクライナ
ドラゴンのなかでもっとも大型。体重は6トンにも達すると言われる。きわめて危険。住居の上に着陸するとその住居を押しつぶす。鱗はメタル・グレイで目は暗赤色、爪は長く凶暴である。1799年に一頭のアイアンベリーが黒海で誰も乗っていなかった小型帆船をさらって以来、ウクライナの魔法当局が絶えずアイアンベリーを監視している。

トロール（Troll）
M.O.M.分類：XXXX
原産地：スカンディナヴィア
生息地：イギリス、アイルランド、その他北ヨーロッパ
身長最大4m。体重最大1t。しばしば棍棒を持っている。力は強いが、知能はO.W.L等の試験で最低のT（トロール並）と揶揄されるくらい恐ろしく低い。暴力的で行動が予測不可能。「ブーブー」と唸って会話するが、簡単な言語が話せるものもいる。知能が高いと、守衛になることもある。
川トロール
皮膚は紫色。短い角がある者や毛深い者もいる。橋の下に潜む。あらゆるものを食す。
森トロール
皮膚は薄い緑色。緑か褐色のざんばら髪が生えている者もいる。
山トロール
最も大きい。皮膚は薄い灰色。はげている。

ナール（Knarl）
M.O.M.分類：XXX
原産地：北ヨーロッパ、アメリカ
ハリネズミに酷似した生物で、見分けがつかない。家の庭にハリネズミ用の餌を置いた際、暴れて庭の植物や装飾品を破壊すれば、それはナールである。
ニーズル（Kneazle）
M.O.M.分類：XXX
原産地：イギリス
猫に似た小型の生物。毛は斑点・斑入り・ぶちなどさまざま。大きな耳と、ライオンに似た尾を持つ。悪い人物や不審な人物を見分ける能力がある。
多胎であり、1回の妊娠で最高8匹を生む。普通の猫との異種交配も可能。飼育には許可証が要る。現在では、世界中に輸出もされている。
ハーマイオニーの猫、クルックシャンクスはニーズルの血を引いている。
ニフラー（Niffler）
M.O.M.分類：XXX
生息地：イギリス
ふわふわしていて黒く、鼻は長い。光るものを好み、それを探すために鼻で地面を掘る。巣は最深地下6mにあり、一度に6 - 8匹の子を産む。腹には見た目のわりに大量のものが入る袋がある（不可逆探知拡大呪文によく似ている）。
宝を探すのによく用いられ、小鬼も使っている。室内で飼うと家具などを破壊される可能性がある。このため、嫌がらせに使われることもしばしばある。
庭小人 / ノーム（Gnome）
M.O.M.分類：XX
生息地：北ヨーロッパ、アメリカ
庭の害獣。身長30cm。頭は大きく、歯は鋭く、足はごつごつしている。頭は悪い。
駆除するには足を持ち、目が回るまで振り回し塀の外に投げるか、ジャービーを使って追い払う。油断すると鋭い歯でかまれる。
バジリスク（Basilisk）
M.O.M.分類：XXXXX
鶏の卵をヒキガエルの腹の下に置いて孵化させると産み出される、非常に凶暴な大蛇。「腐ったハーポ」によって発見された。
ハーマイオニーが図書室で見つける本では、「毒蛇の王」と呼ばれている。実験飼育禁止令の対象で、バジリスクを産み出すことも飼育することも禁止されている。ただし、魔法省がチェックに来たときだけヒキガエルの腹の下から卵を取り出せばよいため、隠すのは簡単である。
食料があれば非常に長生きする。すべての哺乳類、鳥類とほとんどの爬虫類を食す。また蜘蛛にとっては宿命の天敵であり、蜘蛛が逃げ出すのはバジリスクが来る前触れと言われている。
牙の毒は非常に危険であるが、最も危険な攻撃方法は一睨みであり、まともに目をあわせた者は即死すると言われる。パーセルマウスでもない限り、ほとんどの魔法使いだけでなく、闇の魔法使いにとっても危険である。

パフスケイン（Puffskein）
M.O.M.分類：XX
球形で、毛は柔らかいクリーム色、舌は細長くピンク色。満足すると「フンフン」という低い音をだす。従順で抱きしめられても放り投げられても文句を言わず、世話が簡単。あらゆるものを食すが、とくに寝ている魔法使いの鼻に舌を伸ばして鼻糞を食べるのが好き。
子供たちにはペットとして何世代にもわたって人気が高い。
ピグミーパフ（Pygmy Puff）
M.O.M.分類：XX
ミニチュアのパフスケイン。ピンクと紫の2種類がいる。フレッド・ウィーズリーとジョージ・ウィーズリーが繁殖させ、ウィーズリー・ウィザード・ウィーズ店で売る。繁殖が追いつかないほど売れる。ジニー・ウィーズリーのジョークでは、ロンにはこの生物の刺青があるとされる。

火蟹（Fire Crab）
M.O.M.分類：XXX
原産地：フィジー
リクガメに似ているが足は蟹足（媒体によっては第一肢は鋏）であり、甲羅には宝石がちりばめられている。攻撃を受けた際には、尻から火を噴く。ペットとして輸出されているが、飼育には許可証が要る。
ピクシー妖精（Pixie）
M.O.M.分類：XXX（テキストには多数書き足されているが、ロンは「ロックハートならね」とする）
身長最大20cm。群青色。悪戯好き。羽はないが飛んでいる。ぼんやりとしている人間を、高いところに置き去りにすることがある。非常に甲高い声で仲間と会話する。胎生。
ヒッポグリフ（Hippogriff）
M.O.M.分類：XXX
原産地：ヨーロッパ
頭・前足・羽は大鷲で、胴体・後ろ脚・尻尾は馬の半鳥半馬の生き物。前脚の鉤爪は15、6cmほど。毛並みは嵐の空のような灰色、赤銅色、赤ゴマの入った褐色、栗毛、漆黒などとりどり。誇り高く、侮辱したりすると怒り攻撃する。地中の虫や鳥、小型哺乳類も食す。大きな卵を一つだけ産み、これが24時間以内に孵化する。1週間で飛べるようになるが、長旅するには数か月かかる。
近づいて触るには、2、3秒ほど目を合わせ、お辞儀したあと、ヒッポグリフがお辞儀をするまで待たなければいけない。ハグリッドは「バックビーク」という名のヒッポグリフを飼っている。
所有者には、マグルの目に付かないよう「目くらまし呪文」を毎日かけることが義務付けられている。ホグワーツの女子生徒のあいだでは、ハリーの胸にはこの生物の刺青があるという噂がある。
おいでおいで妖精 / ヒンキーパンク（Hinky Punk）
鬼火のようにかすかで、はかなげな一本足の生き物。一見無害だが、旅人を迷わせて沼地に誘う。目の前を跳び、手招きで連られて来たものを沼地に引き込む。
妖精 / フェアリー（Fairy）
M.O.M.分類：XX
身長3 - 13cmの小さな人間のような生物。背中には羽を生やしている（種類により羽の色は異なる）。森林や林間の空き地に生息する。天敵はオーグリーで、襲われた際には弱い魔力で阻止する。喧嘩っ早く、うぬぼれが強い性格。人間の言葉は理解できるが、話すことはできない。仲間とは羽音でコミュニケーションをとる。
卵生で、一度に50個の卵を葉に産み付ける。孵化から6 - 10日でさなぎ、1か月で成体となる。
不死鳥 / フェニックス（Phoenix）
M.O.M.分類：XXXX（飼育が困難なため）
生息地：エジプト、インド、中国
白鳥ほどの大きさの鳥。体は真紅、尾は金色で長く、鉤爪を持つ。巣は山頂に作る。衰えると、肉体を炎と化して灰のなかから雛として生まれ変わる。瞬間移動のようなこともできる。草食。
雛は老鳥と同じくらい醜い。驚くほどの重い荷を運び、涙は強力な癒しとなる。歌は魔力を持ち、善人には勇気を与え、悪人には恐怖を与える。ペットとしてはとても忠実。死の呪文「アバダ・ケダブラ」を受けても、燃えてその灰の中からまた生まれ変わる。
プリンピー（Plimpy）
M.O.M.分類：XXX
生息地：深い湖
球形の魚で、斑点と水掻きのついた2本の足を持つ。その足で湖底を歩き、水カタツムリなどの餌を捕獲する。泳いでいる最中に足や衣服をかじることがあるが、とくに危険なことはない。ただしマーミープルには有害と見なされ、プリンピーの足をくくる。ガルピング・プリンピーとの関連は不明。
レタス食い虫 / フロバーワーム（Flobberworm）
M.O.M.分類：X
成長すると25cmほどになる虫。体は褐色で太く、前後の区別が付かず、両端から粘液を出す。どんな野菜でも食し、好物はレタス。
粘液は魔法薬を濃くするのに使われる。
ボウトラックル（Bowtruckle）
M.O.M.分類：XX
生息地：イギリス南部、ドイツ南部、スカンジナビアの一部
体長最大20cm。木の守番で、だいたいは杖品質の木に住んでいる。長く鋭い指を持ち、見た目は樹皮と小枝から出来ているので発見するのは困難（ナナフシによく似た擬態方法である）。性格はおとなしい。昆虫を食す。妖精の卵が好物（「妖精」といっても、ドクシー妖精も含まれる）。自分の住む木に危害を加えようとする者に対しては、指で（特に目を）攻撃する。ボウトラックルが住む木を切りとる場合はワラジムシを供えると、その間なだめられる。手に入るなら妖精の卵も有効。
まね妖怪 / ボガート（Boggart）
M.O.M.分類：XXX
近くにいる人間の一番怖いものに化ける妖怪。本当の姿は誰も知らない。暗く狭いところを好む。「リディクラス」で退けられる。
ハリーは守護霊の呪文の練習で、吸魂鬼の代わりに何度も使う。
マートラップ（Murtlap）
M.O.M.分類：XXX
生息地：イギリスの海岸地域
ネズミのような生物。背中にはイソギンチャクのようなものを生やしており、これをピクルスにして食べると、呪いやジンクスに対する抵抗力が現れる。ただし食べ過ぎると、副作用で耳から紫の毛が生える。甲殻類を餌とするが、自分を踏みつけた者の足も食べる。裏ごししたエキスは癒しの効果があり、ドローレス・アンブリッジの罰則によって傷ついたハリーの手も幾分楽にする。
水中人 / マーピープル（Merpeople）

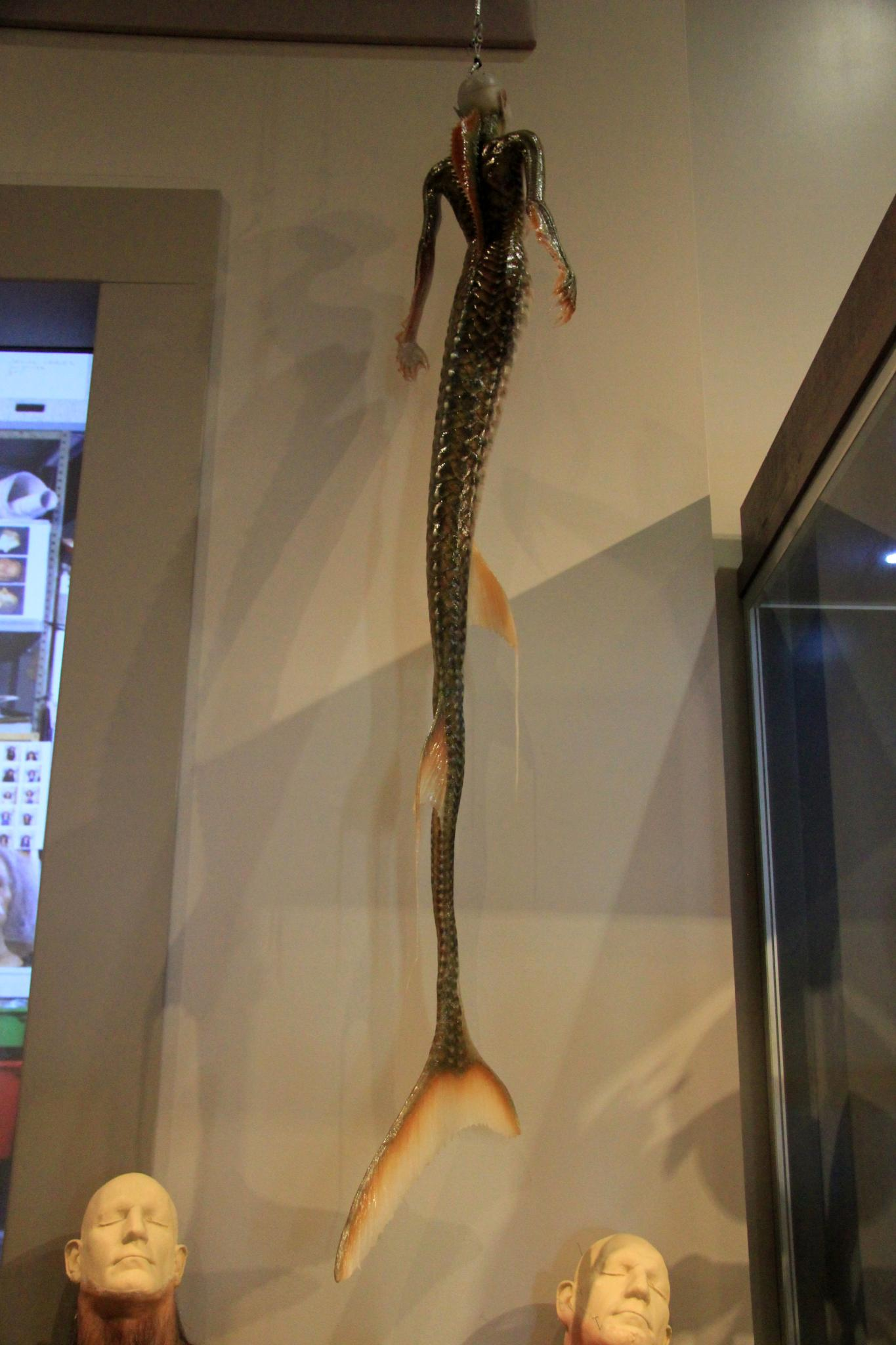
映画版の水中人

M.O.M.分類：XXXX
生息地：世界中
別名：セイレン（Seiren）、セルキー（Selkie）、メロウ（Merrow）
文字どおりおもに水中で暮らし（地上での活動も可）、湖などの底に家を建てて住んでいる。言語はマーミッシュ語（地上で人間が聞くと叫び声に聞こえる）。音楽を好む。水魔を飼いならしているものもいる。
人間ではアルバス・ダンブルドア、バーテミウス・クラウチ・シニアがマーミッシュ語を話せる。ホグワーツの湖に住んでいる水中人はダンブルドアと知り合いで、その葬儀の際には湖面で慰問の音楽を演奏する。ユニコーンやケンタウルスと同様、敬意を持って接するべき存在ゆえにM.O.M.分類はレベル4である。
マンティコア（Manticore）
M.O.M.分類：XXXXX
生息地：ギリシャ
頭は人間、胴体はライオン、尾はサソリのかたちをした生物。非常に危険な生物だが、生息数は希少。獲物を食べる時に小声で嘆きの歌を口ずさむ。皮は丈夫で、ほとんどの呪文が効かない。刺されると即死する。
一角獣 / ユニコーン（Unicorn）
M.O.M.分類：XXXX
生息地：北ヨーロッパ
森に棲む馬。毛は白色で頑丈、蹄は金色で、角がある。角、血液、鬣は強力な魔法特性を持つ。その血液は、｢生きながらの死｣とすら言われる恐ろしい代価を持つものの、死を目前に控えた者さえも蘇らすことができ、衰弱したヴォルデモートを辛うじて生かすときにも使われる。生まれたときは毛は金色だが、2歳ほどで毛は銀色に変わり、4歳ほどで角が生え、7歳ほどで毛は白色になる。幼い時を除き、魔法使いより魔女を好む。素早く、捕らえにくい。
角や血液・たてがみは色々な魔法に使われ、毛は杖の芯に使われる。
なお、M.O.M.分類がレベル4であるのは危険な生物だからではなく、敬意を持って接するべき存在とされているため。ケンタウルスや水中人も同様。
赤帽鬼 / レッドキャップ（Red Cap）
M.O.M.分類：XXX
生息地：北ヨーロッパ
古戦場など、ヒトの血が流れたところに棲む、小人のような生物。夜にマグルが一人で外にいると、棍棒で殺そうと襲ってくる。
レプラコーン / クローリコーン（Leprechaun）
M.O.M.分類：XXX
生息地：アイルランド
身長最大20cm。森林に棲む。体は緑色で、木の葉で簡単な衣服を作る。2、3時間で消失する偽物の黄金を創れる。木の葉を食す。悪戯好き。胎生。
クィディッチのアイルランド・ナショナルチームのマスコット。レイブンクロー寮の寮監、フリットウィックは、レプラコーンの血を引いている。
ヴィーラ（Veela）
髪はシルバー・ブロンドで、肌は月のように輝く。非常に美しく、何もしなくても男を誘惑することができる。怒ったときに見せる真の姿は半鳥人のような姿で、炎を投げつける。
クィディッチのブルガリア・ナショナルチームのマスコット。人間との交配も可能で、フラー・デラクールの祖母はヴィーラである。
巨人（Giant）
体長は10mを超える生物。肉食。前世紀に仲間どうしの殺し合いによりほとんどが滅んだ。残った者たちはヴォルデモートに与し、闇祓いにより滅ぼされたとされるが、実際にはわずかな数がヨーロッパ某所に群れを作って生息している。人間との交配も可能で、ルビウス・ハグリッドの母は巨人である。またボーバトンの校長、オリンペ・マクシームも巨人の血を引いている。しかし、ハグリッドやマダム・マクシームのような「半巨人」は凶暴と言われ、一部の心ない人間の差別の対象にもなっている。
小人（Dwarf）
第2巻でギルデロイ・ロックハートがバレンタインにキューピッドの格好をさせて、生徒全員にカードを配らせる。
泣き妖怪 / バンシー（Banshee）
顔は緑色で骸骨のようで、髪は長い。大きな嘆きの声をだす。
屋敷しもべ妖精（House-elf）
小さく醜い人型の魔法生物。茶色い顔、テニスボールくらいの大きな目、顔が割れて見えるほどに大きな口、コウモリのような長い耳、細く短い手足に長い指が特徴。声は甲高い。独自の魔法を操り、その魔力は一流の魔法使いよりも強力らしいが、敵対的に使うことはまれ。また、杖を使わない。
特定の魔法使いを自身の「主人」とし、その主人や家族に生涯仕え、日常の家事や雑用などの労働奉仕を行なう。これは屋敷しもべ妖精にとって「本能行動」に当たる。妖精自身にとって不本意な命令であっても、主人の命令には必ず従わなければならない。また、屋敷しもべ妖精は隷従の証として、衣服の代わりに枕カバーやキッチンタオルなどの布を身に付けている。主人から衣服を与えられることは、妖精にとって「解雇」を意味する。魔法使いとのあいだで、いつからこうした交流が始まったのかは不明。
屋敷しもべ妖精の生活拠点は、大きな館や城など、大金を持つ魔法使いが住む比較的大きな建物が多い。そうでない場所での行動も可能だが、積極的に敷地外に出ることはないもようである。そのため、屋敷しもべ妖精を従えていることは魔法界では一種のステイタスと見なされている。なおホグワーツ魔法魔術学校では100人以上の屋敷しもべ妖精を雇っていて、その数はおそらくイギリス最多である。おもに日中は厨房、夜は城内で働いている。
一般に屋敷しもべ妖精のあいだでは、主人に忠実で無休無償で奉仕することが名誉であり、自由になることや労働代償を求めることは不名誉とされる。これを知ったハーマイオニー・グレンジャーは、第4巻でS.P.E.W.（Society for Promotion of Elfish Welfare、屋敷しもべ妖精福祉振興協会）を設立、屋敷しもべ妖精の「解放」を目指し活動するが、屋敷しもべ妖精の大多数は隷従を名誉と認識しているため、それを止めさせようとするハーマイオニーはドビーを除く大多数の屋敷しもべ妖精に反発を受け嫌われる。さらにはグリフィンドール寮全体もそのとばっちりを受け、屋敷しもべ妖精たちがグリフィンドール塔の清掃を拒否したため、ドビーがひとりで塔の掃除をするはめになる。映画版では「解放」活動は描かれていない。
屋敷しもべ妖精のモチーフは、ブラウニーやレプラコーン、伝承上のホブゴブリンなど、特定の家に住み着いて奉仕する妖精であると思われる。
三頭犬 / ケルベロス（Three-headed dog）
文字どおり3つ首の巨大な犬。第1巻で、ハグリッドが飼っている。
死神犬 / グリム（Grim）
墓場に取りつく黒く巨大な亡霊犬で、死の前兆とされている。シリウス・ブラックが動物もどきとして変身した姿は、たびたびこれに誤認される。ビリウス・ウィーズリーは、これを見た24時間後に死んだ。

#### 伝説の生き物
これらの生物は、『ハリー・ポッター』シリーズの作品世界においてもその実在性が疑われる生物である。
ガルピング・プリンピー（Gulping Plimpy）
ルーナ・ラブグッドが言うには、ガーディルート（第6巻でルーナが所持するエシャロットのようなもの）を使えば追い払える。存在するかどうかは不明。存在が確認されているプリンピーとの関連も不明。
ラックスパート（Wrackspurt）
ルーナが言うには、目に見えず、耳から入り頭を「ボーっと」させる生物。存在するかは不明。
ブリバリング・ハムディンガー（Blibbering Humdinger）
詳細不明。第7巻でルーナがハリーをひとりにしようとした際、窓の外にいると大声で叫んで周囲の気をそらす。
しわしわ角スノーカック（Crumple-Horned Snorkack）
詳細不明。第7巻ではその角とされるものが登場するが、実際はエルンペントのものだった。作者のローリングが明かした設定によると、ルーナの父、ゼノフィリウス・ラブグッドにより創作された架空の生物であり、ルーナも後年になって架空であることを認めざるを得なくなる。
ヘリオパス（Heliopath）
ルーナが言うには、大きな炎を上げる背の高い火の精で、コーネリウス・ファッジがその軍隊を組織しているという。
アンガビュラー・スラッシキルター（Umgubular Slashkilter）
ルーナが言うにはファッジが用いる生物らしいが、詳細は不明。
ナーグル（Nargle）
ルーナが言うには、ヤドリギに多数生息しているらしい。存在するかどうかは不明。魔法省は、この存在を否定。これを原料とするとしている「ナーグルサイド」という薬が存在する。また、この薬には市場も存在する。

### ヒトたる存在
俗に言う亜人。これへの分類を拒否したのはケンタウルス、水中人、霊魂（ゴースト）。可能性があるのはヴィーラ、巨人、小人、泣き妖怪、ニンフ、屋敷しもべ妖精（ここでは動物と分類する）。
狼人間 / 人狼（Werewolf）

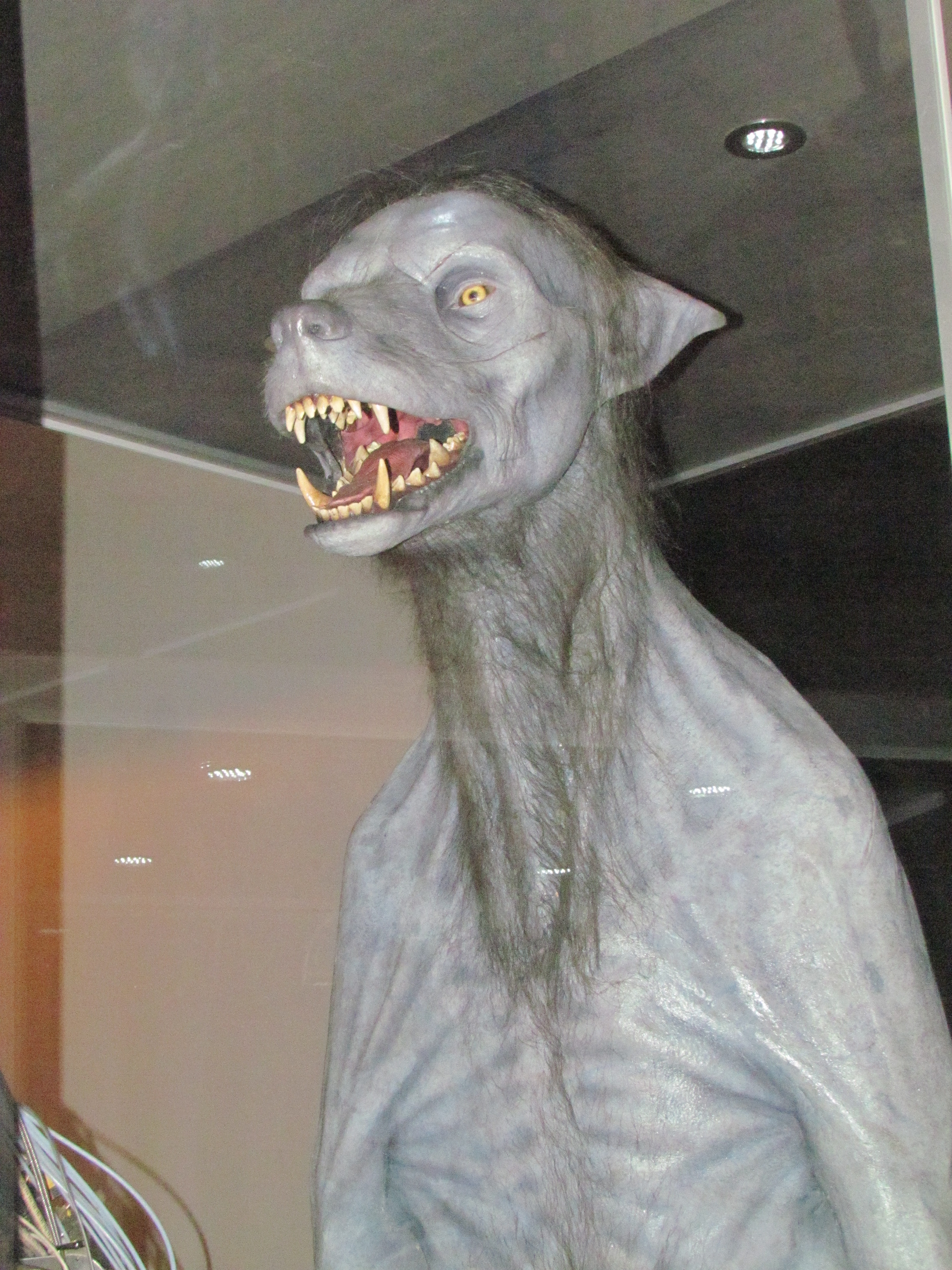
映画版の狼人間 原作と異なり尾を持たないほとんど無毛のヒト型の外見をしている

M.O.M.分類：XXXXX
原産地：北ヨーロッパ（推測）
ふだんは人間だが、一か月に一度の満月の夜、凶暴な狼の姿に変身する。狼との外見上の違いはほとんどないが、人間的な瞳孔、短い口吻、房飾りのある尾、無闇に人間を襲う習性で区別することができる。
狼の姿のときは積極的に人を餌食にしようとする習性のために差別を受け、社会生活において非常に不利な状況下にいる。そのことを促したのがドローレス・アンブリッジが発案した「反人狼法」である。狼人間には粗野で暴力的な人間が多いとされるが、経済的に不利なため盗みなどに走り、それが定着したとも考えられる。リーマス・ルーピンなどの立派な人格者もわずかにいるが、狼人間のほとんどはフェンリール・グレイバックなどのように闇の陣営に付いている。
狼人間の治療法はないが、トリカブト系脱狼薬によって症状を軽減し、変身時も正気を保てるようになってきている。また狼人間の形質は子供には遺伝しない。満月の夜、狼人間同士が交尾をしても「生まれながらの狼人間｣はできず、非常に知性的で、通常の狼よりもさらに温厚な狼が生まれる。狼人間は満月の夜に狼の姿の狼人間が人間を噛むことでのみ増える。
狼となった際に人間を襲う一方、動物を襲うことはないようで、むしろ友好的に接することもある。これを利用してルーピンの友であるジェームズとシリウス、ピーターは動物に変身をして狼の状態となったルーピンと一緒に遊ぶことで孤独に苦しんでいたルーピンの悩みの解決をしたこともあった。
鬼婆（Hag）
子供を食す。
小鬼 / ゴブリン（Goblin）
血を好む傾向にあり、小さな身体に似合わず力も強い。優秀な宝の番人で、経済感覚が発達しており、それだけに守銭奴でもある。言語はゴブリディグック語。「ブラッドヴァッグ」が「つるはし」という意味の単語であるということが記されている。グリンゴッツ魔法銀行の職員を務めており、ふだんは物腰柔らかく魔法使いに接しているが、内心は経済的な利益のために接しているだけのようにも思える。また、丁寧な口調のなかにも慇懃無礼な要素が含まれていることもある。彼らは杖を持っているわけではないが、金属器などの道具を作る特別な魔法を知っており、グリフィンドールの剣などは彼らが作った。小鬼の作る武器は汚れを落とす必要もなく、小鬼製の銀はそれ自身を強化するもののみを吸収する。一部のゴブリンは、彼らの考え方で言うと物を「買い取った者」ではなく、物を「作った者」が真の所有者であり、売った物は与えたのではなく、貸したと考えているため、人間が「購入」後に承継するしきたりを敵視している。
吸血鬼（Vampire）
原産地：トランシルヴァニア、シュヴァルツヴァルト（推測）。
サングィニという吸血鬼が一度だけ登場する。ルーナは、ルーファス・スクリムジョールは吸血鬼だとハリーに語る。
吸魂鬼 / ディメンター（Dementor）

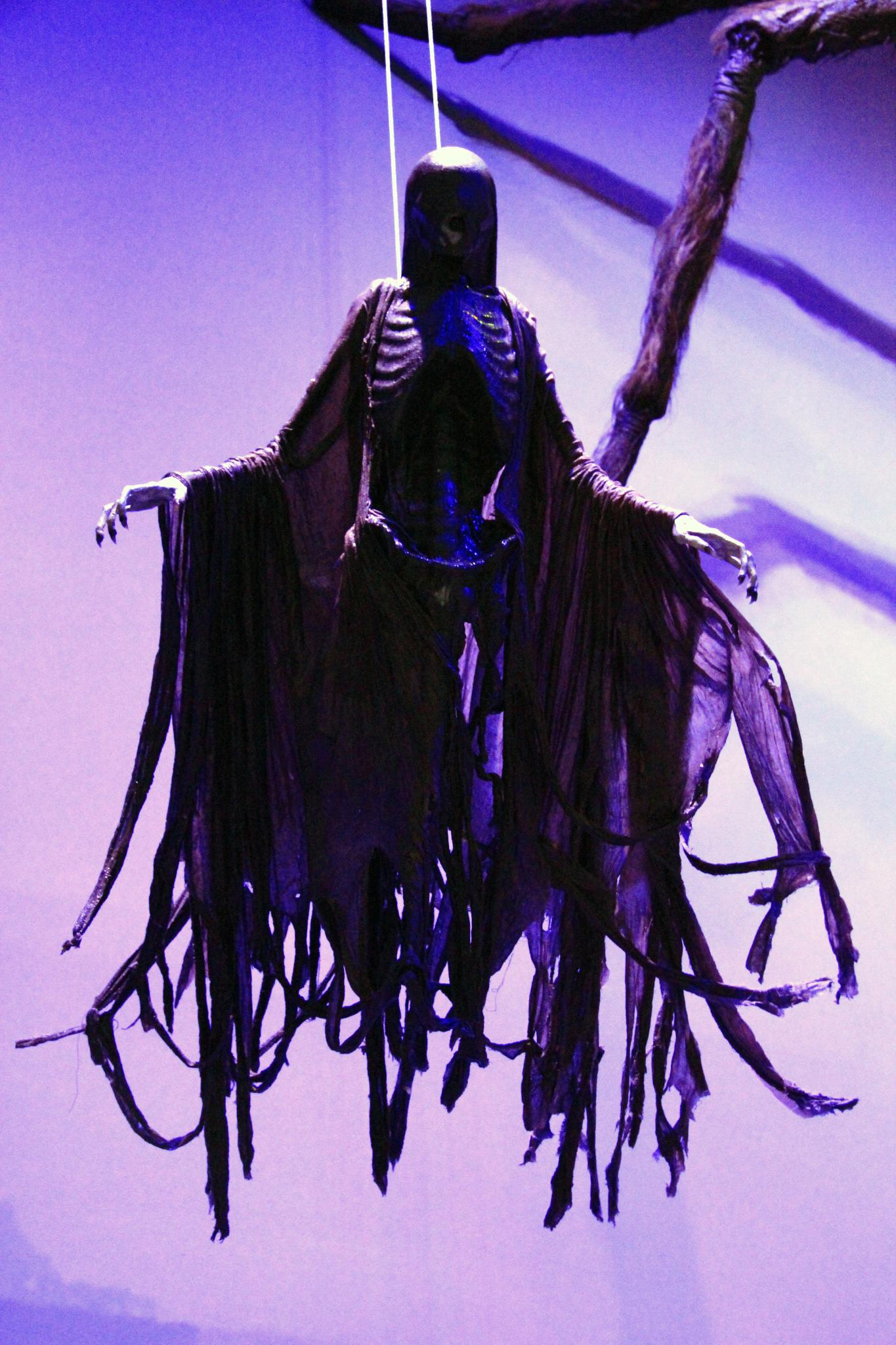
映画版の吸魂鬼

地上を歩く（実際には滑っているが、便宜上このように表現）生物のなかで、もっとも忌まわしきもののひとつといわれる。人間の心から発せられる幸福・歓喜などの感情を感知し、それを吸い取って自身の糧とする。眼のあるはずのところに口があり、そこから「吸魂鬼の接吻（ディメンターのキス）」と呼ばれているものを施す。口から魂を吸い取られた人間は死ぬわけではないが、抜け殻のようになり、記憶もなくなる。その影響力は凄まじく、吸魂鬼が周囲にいるだけで人間は活力を失う。とくに、ハリー・ポッターのように過去に悲惨な記憶を持つ者ほど、吸魂鬼の影響を受けやすく、吸魂鬼に幸福・歓喜の感情を吸い取られると、その悲惨な記憶がよみがえる。ハリーの場合はそのまま失神する。ただし、吸い取れるのは前述の感情のみで、それ以外の感情（妄執など）は吸い取れない。動物の感情も吸い取れないうえに、眼窩は存在するが目玉がないため目が見えず、動物もどきが動物に変身すると感情を吸い取れなくなる。
全身がマントに覆われているため、黒い人影のように見え、とても背が高い。頭巾をすっぽりとかぶっており顔を見た者はそうそういない。その理由は、見た者のほとんどが吸魂を施されているためである。ただし、このように見えるのは魔法が使える人間のみで、マグルやスクイブはその姿を見ることはできず、霧のように感じる。ただし、スクイブであるアラベラ・フィッグは、見えなくても吸魂鬼の仕業であると分かるだけの知識を持つと作者のローリングが説明している。
吸魂鬼に向かって「守護霊の呪文（パトローナス・チャーム）」を使用すると追い払える。守護霊の呪文は非常に高度であり、習得するのが難しい。
ルーピンによると、鬱になったときはチョコレートを食べると気分が良くなる。
前述の能力から吸魂鬼は魔法界で非常に恐れられており、長らくアズカバンの看守を務めてきたが、第5巻初頭でハリーを罠にかけるためにドローレス・アンブリッジの命令でハリーを襲撃し、近くにいたダドリー・ダーズリーを昏倒させる。第5巻終盤でヴォルデモートに与し、アズカバンを棄てる。アルバス・ダンブルドアは当初からこのことを予見していたため、吸魂鬼をホグワーツに入れることに反対する。第6巻では吸魂鬼がイギリス中に現れたため、イギリス全域が霧に覆われる。第7巻では死喰い人が吸魂鬼を呼び出し、完全に闇の勢力の一員となる。
吸魂鬼の設定は、ローリングがうつ病に罹患した時の心理状態をもとに考え出したとされる。映画『アズカバンの囚人』DVDのメイキングでは、「十代のころ、黒いフードを被った人影の夢を見た」と語っている。
「吸魂鬼」という訳語は、松岡佑子が吸血鬼をもとに考え出した造語である。日本語版では「吸魂鬼」の記述が多く用いられているが、ルビは「きゅうこんき」「ディメンター」双方あり、統一されていない。映画版の日本語吹き替えでは、「ディメンター」で統一されている。
映画版では吸魂鬼が姿を見せると周囲の気温が下がり、ガラスについた水滴や池などが凍りつき草花は枯れる。原作とは異なり飛行することもできる。

### 魔法植物

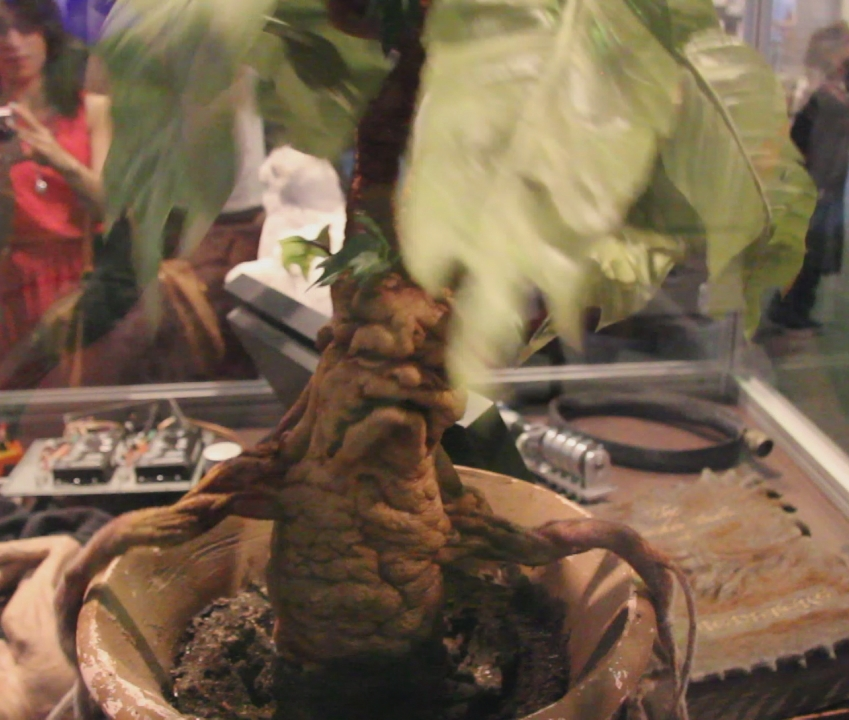
映画版のマンドレイク

悪魔の罠（Devil's Snare）
暗闇と湿気を好む蔓草で、生き物に巻きついて絞め殺そうとする。日の光に弱い。
暴れ柳（Whomping Willow）

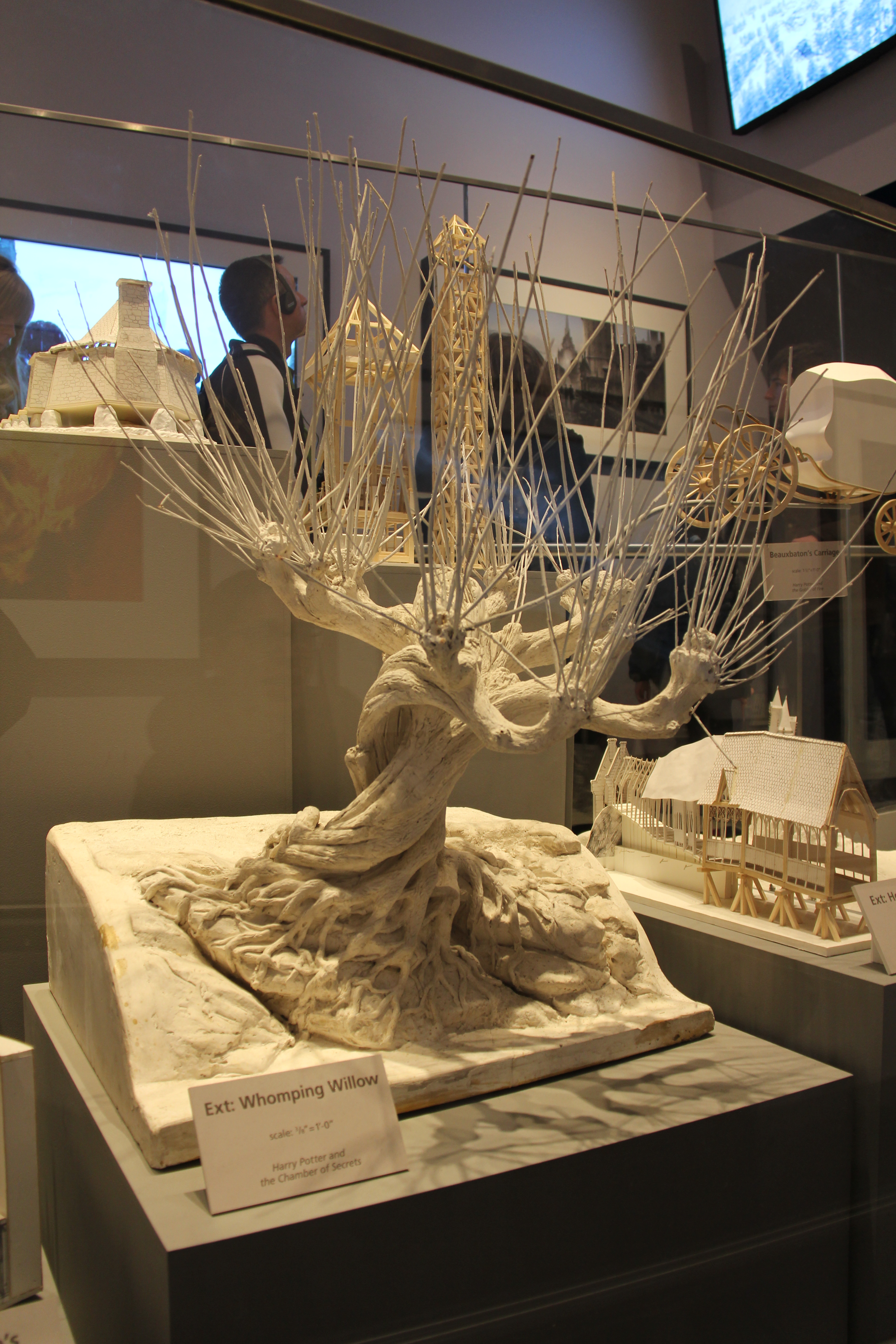
映画版の暴れ柳

触られるのを嫌い、近づくものを攻撃する柳。幹のどこかにある、ある点を突くと動かなくなる。

アビシニア無花果（Abyssinian Shrivefigs）
ハリーたちは薬草学の授業で、これの大木の剪定作業をする。
鰓昆布（えらこんぶ、Gillyweed）
深緑色の昆布で、ぬるぬるしている。これを食べると1時間、耳の後ろに鰓（えら）が生え、鰓呼吸が可能になる（映画版では薬草学者から塩水と淡水で効果が違うのでは、という意見も出ている）。第4巻で、第二の課題をこなすためにハリー・ポッターが使用する。このとき、ハリーは原作ではドビーから、映画版ではネビルからこれをもらう。どちらもアラスター・ムーディに化けたバーテミウス・クラウチ・ジュニアがセブルス・スネイプの薬品庫から盗んだものである。
飛びはね毒キノコ（Leaping toadstool）
薬草学の授業でアーニー・マクミランがそれの入ったバケツを取ってほしいとハリーに声をかける。
花咲か豆（Puffapod）
ふっくらしたピンクの鞘がなった豆の木。豆はつやつやしており、扱いに気をつけないとすぐ花が咲く。ロンは薬草学の授業でうっかり床にばらまき、豆が次々に花を咲かせる。
ひらひら花（Flitterbloom）
触手がある。鉢植えが、悪魔の罠の切り枝に似ているらしい。
ピョンピョン球根（Bouncing Bulb）
薬草学の教材の一つ。植え替え作業中に、ハリーの顔にぶつかる。
ブボチューバー（Bubotuber）
通称「腫れ草」。真っ黒で太い大ナメクジが土を突き破って直立しているような姿をしている。かすかにのたくるように動き、一本一本にてらてらと光る大きな腫れ物が噴き出し、そのなかに膿が詰まっている。膿は黄緑色で石油臭がし、直接触ると皮膚に害が出るが、頑固なにきびに効果がある薬を作れる。
ブルブル震える木（Flutterby Bush）
薬草学の授業でハーマイオニーが剪定をする。大きな鉢に植えられており、風もないのにさざなみのようにゆっくりと葉が震える。
マンドレイク（Mandrake）

別名「マンドラゴラ(Mandragora)」。泣き声を聞いた者は命を落とす（若いマンドレイクの場合は数時間気絶する）ので、扱うときは耳栓が必要である。姿形を変えられたり、呪いをかけられた人をもとの姿に戻すのに使われる。たいていの解毒剤の主成分になる。紫がかった緑色のふさふさした葉が頭から生えた、醜い男の赤ん坊の姿をしている。
毒触手草 / 有毒食虫蔓（Venomous Tentacula）
第2巻に登場する長い触手を持つ、棘だらけの暗赤色の植物。歯が生えている。第5巻以降は、有毒食虫蔓と訳されている。薬草学の授業で、背後から突然つかみかかったりする。有毒食虫蔓の種はC級取引禁止品で、ずる休みスナックボックスの材料になる。
ミンビュラス・ミンブルトニア（Mimbulus mimbletonia）
ネビルが誕生日に叔父からもらう植物。グリフィンドール談話室の合言葉にもなる。アッシリアの辺りに生えているらしい。小さな灰色のサボテンのような形をしており、針の代わりにできもののようなものが表面を覆っている。ホグワーツにもないと思われる希少な植物。かすかに脈を打っていて、成長すると音を出す。防衛機能を持っており、ネビルが羽根ペンの先でつつくと、おできというおできから暗緑色の臭い液体がどっと噴き出す。この「臭液」はとても臭いが、毒ではない。
ラッパ水仙（Daffodil）
ラッパを吹き鳴らす水仙。スプラウトが育てている。
キーキースナップ（Screechsnap）
「キーキー」とわめく植物。薬草学の教材のひとつ。
牙つきゼラニウム（Fanged Geranium）
薬草学の試験で、ハリーが少し噛まれる。
スナーガラフ（Snargaluff）
株は節くれだっていて、先端から長い棘だらけの茨のような蔓を出し攻撃する肉食植物。蔓を2本捕まえて結び合わせると、触手のような枝と枝の真ん中に穴が開くが、この穴のなかには気味悪く脈打つグレープフルーツ大の緑色の豆が入っている。スナーガラフの豆は非常に堅く、割るには鋭いもので穴を開ける必要がある。豆のなかには芋虫のようにうごめく、薄緑色の塊茎が詰まっている。

## キャラクター
ここでは魔法生物のうち、キャラクターとして登場する名のある個体について述べる。

### 小鬼（キャラクター）
種については上述の「小鬼」を参照。
グリップフック（Griphook）
演 - ヴァーン・トロイヤー（映画『賢者の石』）→ワーウィック・デイヴィス（映画『死の秘宝 PART1』以降）
日本語吹き替え - 宮澤正（映画版）
グリンゴッツ魔法銀行で働く小鬼。第1巻『賢者の石』ではハリー・ポッターとルビウス・ハグリッドをグリンゴッツの地下金庫に案内する。
第7巻『死の秘宝』でふたたび登場。一緒に逃亡していたディーン・トーマスとともに捕まりマルフォイの館の地下牢に監禁されていたが、ハリーたちにより助け出され、ビル・ウィーズリー邸「貝殻の家」に滞在し、ハリーに感謝と同情の念を表す。その後、グリンゴッツにあるレストレンジ家の金庫破りに協力するが、約束を破ってグリフィンドールの剣を奪い、逃走する。
映画版ではその後、グリンゴッツ魔法銀行で他の小鬼たちとともにヴォルデモートに殺される。
ラグヌックI世（Ragnuk the First）
ゴブリン側の歴史でゴドリック・グリフィンドールに剣を奪われたことになっているが、実際はラグヌックこそがグリフィンドールから剣を不当に奪おうとしていた。
ゴルヌック（Gornuk）
第7巻に登場。魔法省のダーク・クレスウェルやテッド・トンクスとともに死喰い人のマグル狩りから逃亡していたが、捕まり殺害される。
ボグロッド
演 - ジョン・キー（映画『死の秘宝 PART2』）
日本語吹き替え - 後藤哲夫（映画『死の秘宝 PART2』）
第7巻に登場。
映画版では、グリンゴッツのレストレンジ家の金庫のまえに配置されているドラゴンの炎に焼き殺される。

### ケンタウルス（キャラクター）
種については上述の「ケンタウルス」を参照。

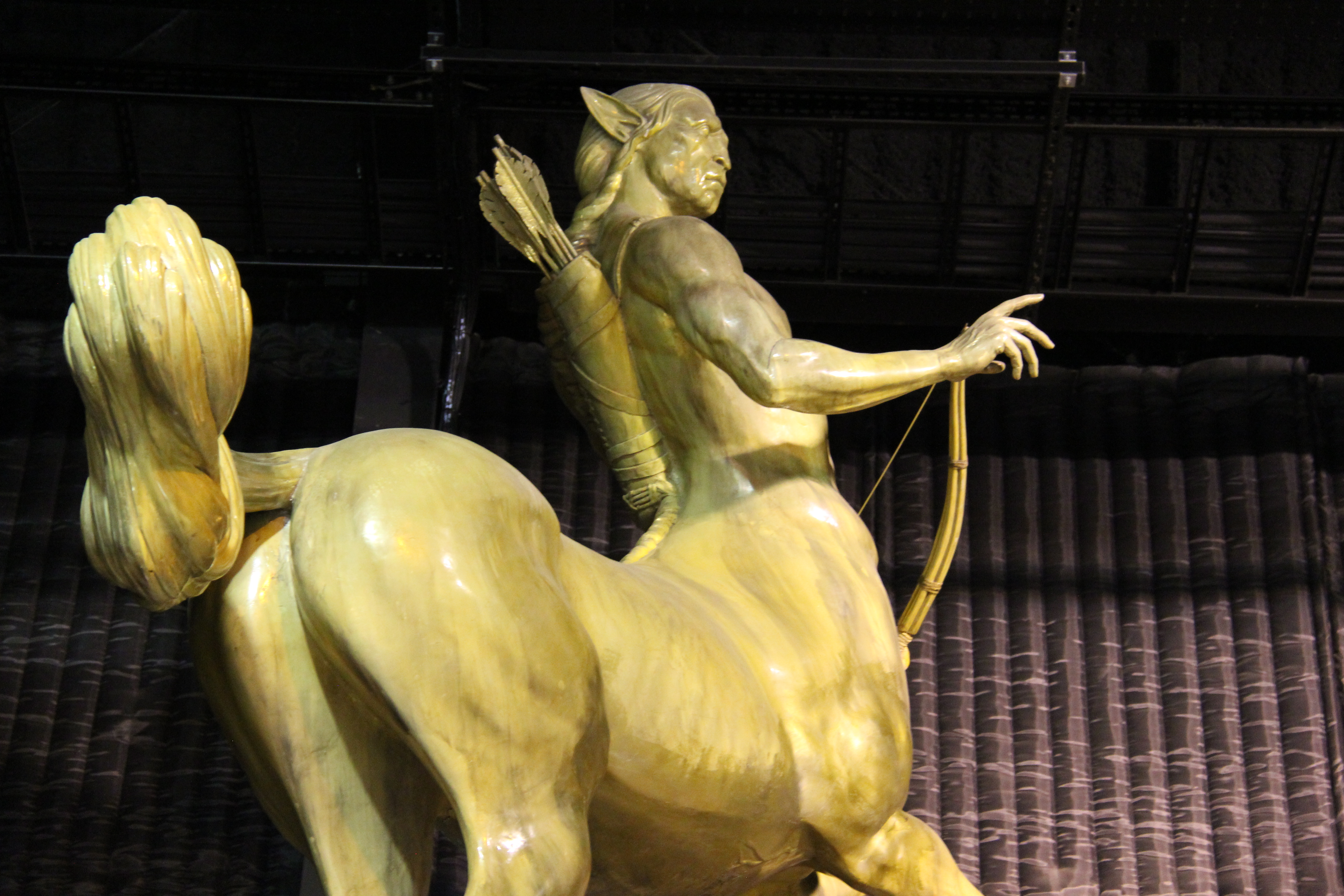
映画版のケンタウルス

フィレンツェ（Firenze）
声 - レイ・フィアロン（映画『賢者の石』）
日本語吹き替え - 宮内敦士（映画『賢者の石』）
ホグワーツ魔法魔術学校の禁じられた森に住むケンタウルス。アルバス・ダンブルドア校長に協力し、ホグワーツの教員（占い学教授）となったために群れから追い出される。女生徒からの人気は高いようである。最後の戦いの終結後は仲間と和解し、群れに戻る。
映画では『賢者の石』に登場。
ロナン（Ronan）
禁じられた森に住むケンタウルス。最後の決戦では、他のケンタウルスたちとともにホグワーツ防衛隊に加勢する。
ベイン（Bane）
演 - ジェイソン・パイパー（映画『不死鳥の騎士団』） / ヌーノ・シルヴァ（舞台『呪いの子』ロンドン公演）
禁じられた森に住むケンタウルス。荒々しい性格。あごひげがあり、胴体は黒い。最後の決戦では、他のケンタウルスたちとともにホグワーツ防衛隊に加勢する。
マゴリアン（Magorian）
演 - マイケル・ワイルドマン（映画『不死鳥の騎士団』）
禁じられた森に住むケンタウルス。黒髪。アンブリッジに縛りの呪いをかけられる。最後の決戦では、他のケンタウルスたちとともにホグワーツ防衛隊に加勢する。

### 屋敷しもべ妖精（キャラクター）

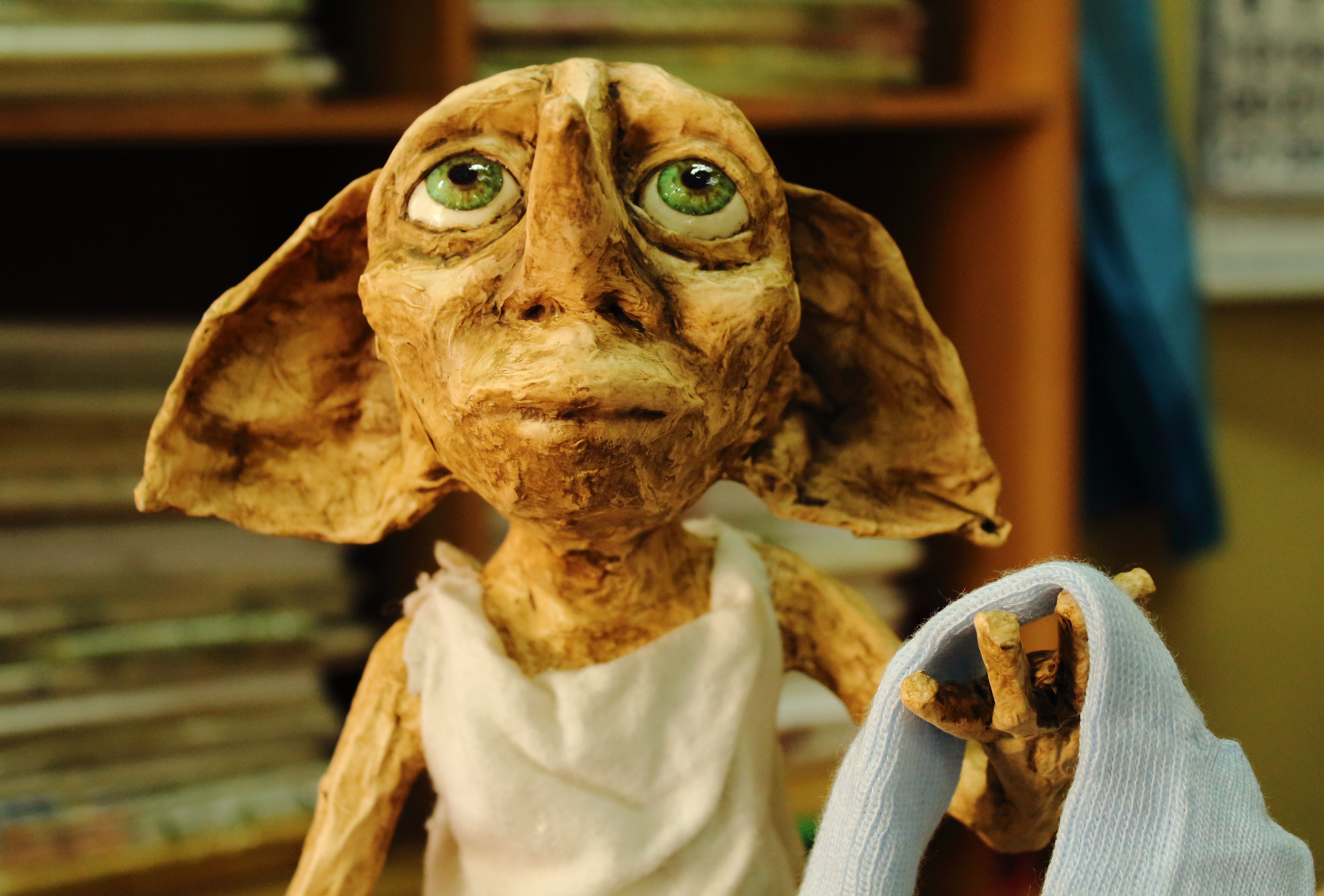
映画版のドビーをかたどった像（メキシコ・プエブラ州）

種については上述の「屋敷しもべ妖精」を参照。
ドビー（Dobby）

声 - トビー・ジョーンズ（映画版）
日本語吹き替え - 高木渉（映画版）
第2巻『秘密の部屋』より登場。ハリー・ポッターが初めて会う屋敷しもべ妖精。男性。変わり者で、ハリーに対して尊敬の念を抱く。
もともとはマルフォイ家に仕える身だが、主人のルシウス・マルフォイが「秘密の部屋」事件を起こそうとしていることを察知し、たびたびハリーのまえに現れては警告を繰り返す。勤勉な正直者だが、非常に要領が悪くあまり有能とはいえず、言ってはならないことを言ったときには、壁や物に頭を連続でぶつけたりしながら「ドビーは悪い子！ドビーは悪い子！」と叫ぶ癖があり、そのためにハリーはかなり手痛い目に遭う。事件解決後はハリーの機転により解放され、就職活動のすえに、週給1ガリオンと月1日の休日をもらってホグワーツで働くようになる。思慮深く見識に優れ、屋敷しもべ妖精を本能よりも、立場の悪さで客観的に見るが、同族には「恥、落ちこぼれ」とみなされる。
第2巻では「ハリーを助けたい」という思いが空回りしていたドビーだが、第4巻では「第二の課題」に臨むハリーに鰓昆布を与えたり、第5巻『不死鳥の騎士団』ではダンブルドア軍団の会合場所として「必要の部屋」の情報を教えたりと、ハリーをたびたび助ける。ハリーのほうもドビーをそれなりに信頼し、第6巻『謎のプリンス』ではドラコ・マルフォイの尾行を依頼する。
第7巻『死の秘宝』で、アバーフォース・ダンブルドアの頼みでマルフォイの館に捕らわれたハリーたちを救うが、逃走の直前にベラトリックス・レストレンジの投げた小刀が胸に刺さり、ハリーの名前を呟き死亡する。遺体は「貝殻の家」の庭に、ハリーによって埋葬される。塚の頭あたりに置かれた石には、ハリーにより「自由なしもべ妖精 ドビー ここに眠る」と刻まれる。
映画版での登場は『秘密の部屋』と『死の秘宝 PART1』のみであり、鰓昆布や「必要の部屋」の件はネビル・ロングボトムがドビーの役割を担う。
ウィンキー（Winky）
クラウチ家に仕えてきた屋敷しもべ妖精。女性。優しく細やかで情に厚い性格。高所恐怖症。日本語版では尊敬語と謙譲語をよくとり違えて話す。
第4巻『炎のゴブレット』に登場。バーテミウス・クラウチ・シニアを主人としていたが、クィディッチのワールドカップ直後、死喰い人騒ぎの現場に居合わせたことで、クラウチ家を解雇される。その後、マルフォイ家から解放されたドビーとともにホグワーツへ再就職する。しかし解雇されたあともクラウチ家に忠実であり続け、ホグワーツでは飲んだくれて、まったく働かない模様である。なおクラウチ家解雇後は、しょっちゅう泣いていたようである。
じつはシニアの息子バーテミウス・クラウチ・ジュニアが母親と入れ替わって脱獄した後、クラウチ家でジュニアを世話していた。幽閉状態のジュニアを思い、彼をクィディッチのワールドカップ見物に行かせるよう主人に懇願して実現するが、彼女が見張りを怠ったためジュニアが死喰い人騒ぎを起こしたとされたのが、クラウチ家解雇の真実である。法を遵守する主人にとって、ジュニアの脱獄は絶対に知られてはならない秘密であったため、彼女もアラスター・ムーディに化けていたジュニアから真実を聞くまで、その口を固く閉ざす。
第7巻発売後の作者ローリングへのインタビューでは、ホグワーツ最終決戦には後述のクリーチャーとともに参加し、決戦後もホグワーツにいるとされた。
映画版には未登場。
クリーチャー（Kreacher）
声 - ティモシー・ベイトソン（『不死鳥の騎士団』）→サイモン・マクバーニー（『死の秘宝 PART1』）
日本語吹き替え - 柴田秀勝（映画版）
ブラック家に仕える屋敷しもべ妖精。男性。主家が純血主義だったため、彼自身にも純血主義的な言動が見られ、また嫌味な独り言を言う癖がある。
第5巻で実家に帰ってきたシリウス・ブラックに仕えるが、ブラック家の理念に反するうえに、自分を無視するという形で虐待するシリウスには、必ずしも従順ではない。シリウスの死後はその遺言によりハリーに仕えるが、ハリーのことも快く思わない。
自分のことを可愛がったレギュラス・ブラックのことを大切に思っており、そのため、第7巻でハリーからレギュラスのロケットを贈られて以降、甲斐甲斐しく仕えるようになり、「穢れた血」と蔑んでいたハーマイオニーにさえ敬意を払う。ただし、お辞儀をしようとすると体がいうことを聞かず痙攣する。第7巻終盤では、ホグワーツの屋敷しもべ妖精を率いてホグワーツの戦いに参加する。
映画版では『不死鳥の騎士団』と『死の秘宝 PART1』に登場。
ホキー（Hokey）
ヘプジバ・スミスを主人としていた屋敷しもべ妖精。女性。誤って主人のココアに毒を盛って殺したとされ、アズカバンに投獄される。実際は、ヴォルデモートがスミス殺害の罪をホキーに着せたのではないかとアルバス・ダンブルドアは推測する。死の直前、ダンブルドアによって記憶を採取される。
映画版には未登場。

### 水中人（キャラクター）
種については上述の「水中人」を参照。
マーカス（Murcus）
ホグワーツ近くの湖に住んでいる水中人（マーピープル）の女の長。第4巻の、三校対抗試合第二の課題で、時間切れになったハリーをマーミッシュ語で弁護する。

### 巨人（キャラクター）
種については上述の「巨人」を参照。
フリドウルファ（Fridwulfa）
ルビウス・ハグリッドの母親。英国で最後の巨人であったが、死亡した。
カーカス（Karkus）
7、8メートルある頭（ガーグ）。ハグリッドに好意的だったが、ゴルゴマスに殺された。
ゴルゴマス（Golgomath）
カーカスを倒し、新しくガーグになった巨人。
グロウプ（Grawp）
演 - トニー・モーズレー（映画版）
ハグリッドの異父弟。ハグリッドと違って純粋な巨人族であったが、巨人としてはかなり小さい体であるためにハグリッド同様母親に捨てられ、他の巨人からいじめられていた。最初はホグワーツの禁じられた森に連れてきたハグリットの言うことをまったく聞かなかったが、会話ができるようにまでなる。第7巻終盤のホグワーツ最終決戦にも、ホグワーツ防衛隊の一員として参加する。

### ペット

#### ふくろう
『ハリー・ポッター』シリーズでは、ふくろうは魔法使いの手紙を運ぶ手段として位置づけられている。
ヘドウィグ（Hedwig）

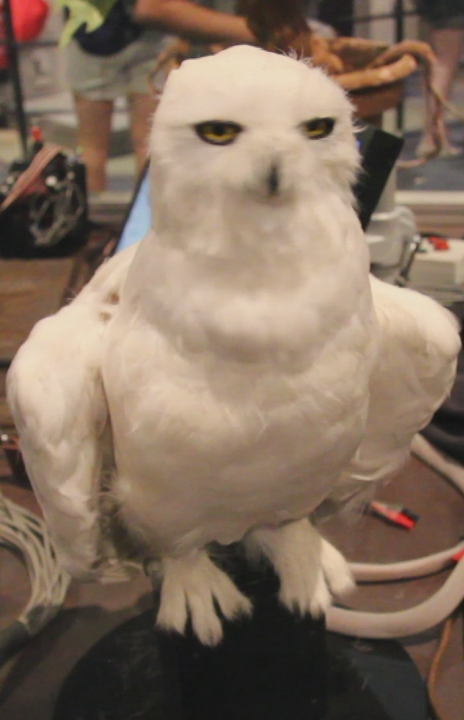
映画版のヘドウィグ

ハリーのペットとなる、大きな雌の白ふくろう。第1巻『賢者の石』で、ルビウス・ハグリッドが、ダイアゴン横丁にあるイーロップのふくろう百貨店で購入し、ハリーに入学祝いとしてプレゼントする。
ハリーと友人らとの手紙のやりとりを任され、ときにはシリウス・ブラックに手紙を届けるなどといった、かなり危険な仕事も確実にこなす。主人であるハリーによく懐き、ほかのふくろうに焼きもちを妬いたりもする。また、自分のふくろうを持っていないハーマイオニー・グレンジャーも、ときどきハリーからヘドウィグを借りて手紙を出す。ヘドウィグも、夏休みになると、ハリーに頼まれずとも気を利かせてハーマイオニーのところに行って、ハリーへの手紙を運んできたりする。
第7巻『死の秘宝』でダーズリー家からウィーズリー邸「隠れ穴」への移動時に、死喰い人の呪文により死亡する。
映画版では雄のシロフクロウが演じている。ハグリッドより贈られる理由はハリーの誕生日祝いとされる。『死の秘宝 PART1』の前半で、ハリーを死喰い人からかばって死の呪文アバダ・ケダブラを受け死亡する。
エロール（Errol）
ウィーズリー家の雄ふくろう。年老いているため、飛行後はつねに疲れる。
ヘルメス（Hermes）
パーシー・ウィーズリーが監督生就任祝いに貰ったふくろう。
ピッグウィジョン（Pigwidgeon）
シリウスにもらうロン・ウィーズリーの豆ふくろう。妹のジニー・ウィーズリーが命名する。興奮すると、さえずり声を出す。ピッグと呼ばれつづけたため、命名したあとでもピッグにしか反応しない。
ワシミミズク
ドラコ・マルフォイのふくろう。名前は記されていない。

#### 猫
クルックシャンクス（Crookshanks）
ハーマイオニーの飼う赤色の猫。ニーズルとの雑種であるため、非常に頭が良い。第3巻『アズカバンの囚人』では初対面のスキャバーズの正体を見破り、襲いかかるが、スキャバーズの飼い主であり事情を知らなかったロンはよく思わず、忌み嫌う。のちに黒犬に変身したシリウス・ブラックと接触し、シリウスの依頼を受けてスキャバーズを捕らえようとする。スキャバーズはこれを避けて逃亡するが、ロンは「クルックシャンクスがスキャバーズを食べた」と思い込み、ハーマイオニーとの仲が一時的に険悪になる。
映画版では、『アズカバンの囚人』と『不死鳥の騎士団』に登場する。
ミセス・ノリス（Mrs. Norris）

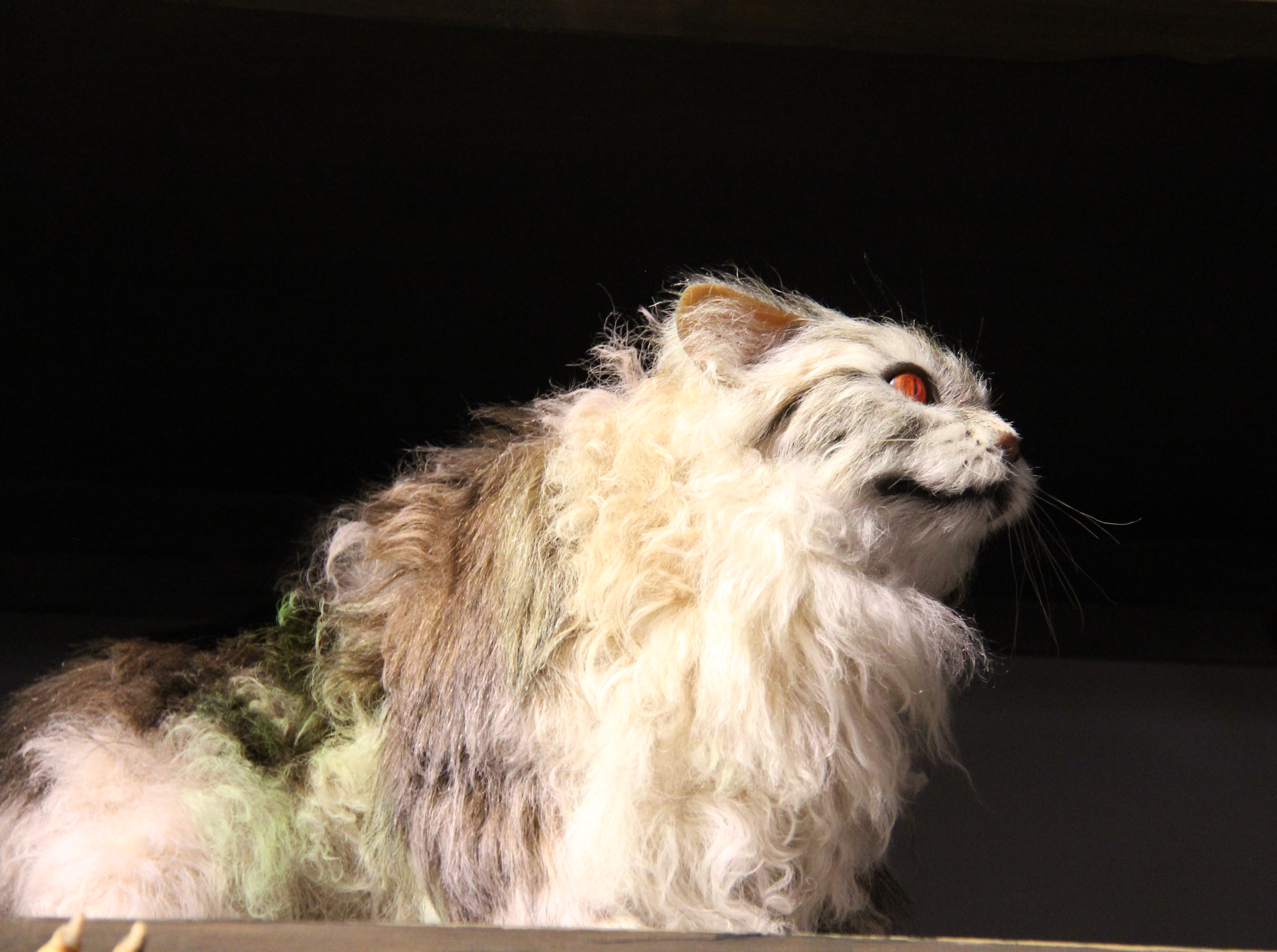
映画版のミセス・ノリス

アーガス・フィルチの飼い猫。第2巻では石にされ、マンドレイク薬でもとに戻る。
ティブルス / チブリス（Tibbles）、スノーイー（Snowy）、ミスターポーズ（Mr. Paws）、タフティー（Tufty）
アラベラ・フィッグの飼い猫。

#### 犬
ファング（Fang）
ハグリッドの飼うボアハウンド。人なつっこいが臆病。
フラッフィー（Fluffy）
ハグリッドが漏れ鍋で知り合ったギリシャ人（映画版ではアイルランド人）から購入し、ホグワーツに持ち込んだ三頭犬。賢者の石を守るための門番として配置されている。なだめることができるのは、主人であるハグリッドとダンブルドアのみで、それ以外に大人しくさせる方法は、弱点である音楽を聞かせて眠らせるのみである。ハリーたちが賢者の石を求めに向かった際には、ハープの音を聞いて眠る。
リッパー（Ripper）
マージョリー・ダーズリーの飼う年老いたブルドッグ。過去にハリーを追い掛け回し、高い木の上まで追い詰めたことがある。

#### 蛇
サラザール・スリザリンのバジリスク
ホグワーツ創設者のひとり、サラザール・スリザリンによって生み出されたバジリスク。同じ蛇語でも「スリザリンの継承者」のみに従う。
毒牙による殺傷も行なうが、それとは別に眼からの光線に捕われた者を即死させるという、従来のバジリスクと同様の殺し方をする。眼を直接見なかった場合（写真を通して見るなど）、その者は石化にとどまるが、それでもゴーストであるほとんど首無しニックをも石化するほどに強力。唯一の弱点は雄鶏による鶏鳴で、それを聞くと逃げ出す。
「秘密の部屋」に潜んでいたのを見つけ出したトム・マールヴォロ・リドル（ヴォルデモート）が解放、マートル・エリザベス・ウォーレン（のちの嘆きのマートル）を殺害し、当時ハグリッドがひそかに持ち込んで育てたアラゴグこそ「秘密の部屋」の怪物だと周囲に思わせ、ハグリッドを退学に追い込んだ。それから50年後、ヴォルデモートの日記に宿るリドルの記憶がジニーを操ってふたたび解放、城内の水道パイプを通ってミセス・ノリス、コリン、ニック、ジャスティン、ペネロピー、ハーマイオニーを次々と襲撃し、秘密の部屋にたどり着いたハリーをリドルの指示で襲うが、フォークスに両目を潰されて光線が使えず、匂い（映画版では音）でハリーを探し噛み殺そうとするも、「組分け帽子」から出現したグリフィンドールの剣を持つハリーに口蓋を突き刺されて死亡する。ハリーもそのとき、バジリスクの毒牙が腕に刺さるが、フォークスの涙で助かる。
バジリスクの牙から分泌される猛毒は腐食性で、ホークラックス（分霊箱）の破壊が可能。第2巻でハリーがバジリスクの牙でトム・マールヴォロ・リドルの日記を偶然にも正しい方法で破壊し、第7巻ではハーマイオニーが「秘密の部屋」でハッフルパフのカップを破壊する。また、「刀身より強い物質を吸収する」というゴブリンの銀製ならではの特性をもつグリフィンドールの剣は、刃に毒が染み込み分霊箱を破壊できる武器へと変化する。
ナギニ（Nagini）
演 - クローディア・キム（『ファンタスティック・ビーストと黒い魔法使いの誕生』）
日本語吹き替え - 大地葉（『ファンタスティック・ビーストと黒い魔法使いの誕生』）
ヴォルデモートに仕える巨大な雌蛇。ヴォルデモートがもっとも信頼している生物で、ダンブルドアも「ヴォルデモートが何かを好きになることがあるとすれば、それはナギニである」と語るように、唯一愛情に近しい感情を見せる存在。また、ヴォルデモートによって危険を承知で分霊箱にされており、それによって死の呪文も効かなくなっており、戦力としても優れヴォルデモートの命令を忠実にこなす。
名前の由来は、インド神話に登場する蛇神ナーガ (Naga) の女性形、ナギニ (Nagini) 。
バチルダ・バグショットになりすましてゴドリックの谷を訪れたハリーたちを襲撃し、ホグワーツの戦いではヴォルデモートの命を受けセブルス・スネイプを殺害するが、終盤でネビルによってグリフィンドールの剣で首を跳ねられて死亡、最後の分霊箱も破壊される。映画版ではバジリスクの歯を持つロンとハーマイオニーと対決するが、ネビルに首を跳ねられ、瞬時に塵となって消滅している。
映画『ファンタスティック・ビーストと黒い魔法使いの誕生』では、まだ人間であったころのナギニが登場。インドネシア出身で、人間と動物に自在に変身できるが、やがて動物の姿から戻れなくなる血の呪いを持つ「マレディクタス」である。その変身能力によりアルカノス・サーカスの見せ物にされてきたが、パリ巡業中に出会ったクリーデンス・ベアボーンの手引きで脱走。しばらく彼と行動を共にした後、ニュート・スキャマンダーたちと行動を共にする。

#### その他のペット
アラゴグ（Aragog）

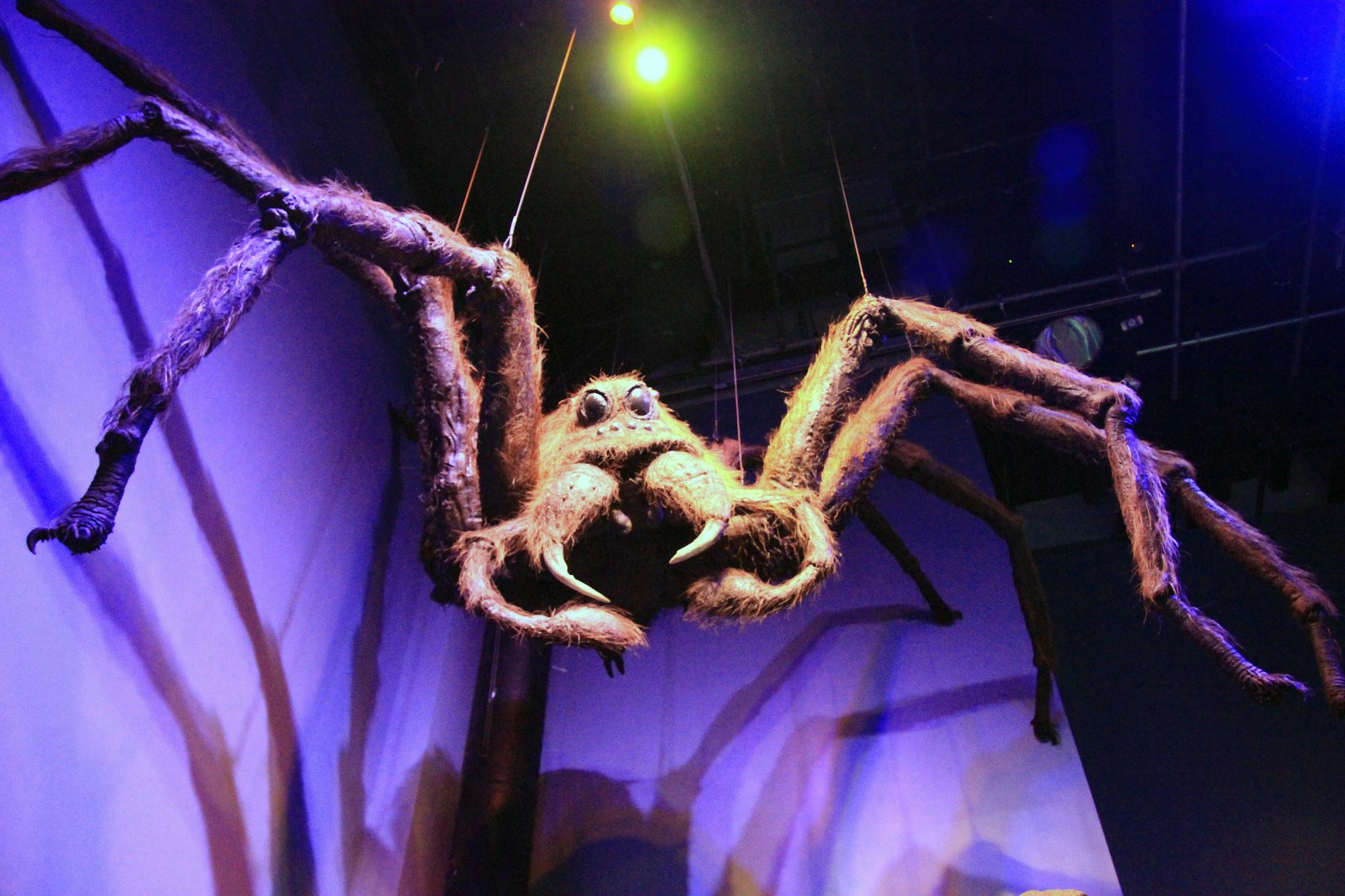
映画版のアラゴグ

声 - ジュリアン・グローヴァー
日本語吹き替え - 益富信孝
ハグリッドが禁じられた森で飼っているアクロマンチュラ。かつて「秘密の部屋」に封印されたバジリスクをトム・リドルが解放した際、天敵の存在を蜘蛛の本能で察知してハグリッドに訴えていた。第2巻では「秘密の部屋」事件について調べるハリーとロンに手がかりを与えるが、ハグリッド以外の人間を餌と認識するために子蜘蛛たちにふたりを襲わせ、危うく殺しかける。第6巻で老衰のため死亡し、ひそかに埋葬される。
アーノルド（Arnold）
ジニー・ウィーズリーが飼う紫色のピグミーパフ。
スキャバーズ（Scabbers）
ロンの飼うネズミ。もともとは兄パーシーのペット。一時期ハーマイオニーのペットであるクルックシャンクスに食べられたと思われ、ハーマイオニーとロンの仲が険悪となる。正体はピーター・ペティグリュー。
テネブルス（Tenebrus）
禁じられた森で初めて生まれたセストラル。
トレバー（Trevor）
ネビル・ロングボトムの飼うヒキガエル。よく逃げ出す。教授陣が講義の際、よく実験台にする。
ノーバート（Norbert）
ハグリッドが「ホッグズ・ヘッド」で見知らぬ男（クィリナス・クィレル）から譲り受けた、ノルウェー・リッジバック種の赤ちゃんドラゴン。のちにルーマニアでドラゴンを研究しているチャーリー・ウィーズリーの下に送られる。雌であることが判明してからはノーベルタ（Norberta）と呼ばれる（判断基準は凶暴であるかどうかである）。
バックビーク / ウィザウィングズ（Buckbeak, Witherwings）
ヒッポグリフ。ハグリッドが受け持つ「魔法生物飼育学」の授業でハリーを認めてその背に乗せ、ホグワーツ周辺を滑空するが、自身を侮辱したドラコを爪で切りつけ、処刑されそうになる。逆転時計を使ったハリーとハーマイオニーによって救われ、シリウスを乗せ、逃亡する。
第5巻では、ブラック家で生活する。第6巻では、シリウスが死亡したためにハグリッドのもとに戻ることになるが、安全のために「ウィザウィングズ」という名で呼ばれる。第7巻では他のヒッポグリフを引き連れ、ホグワーツ防衛隊に加勢する。
ビンキー（Binky）
ラベンダー・ブラウンの飼っていた赤ちゃん兎。狐に食べられたらしい。
フォークス（Fawkes）

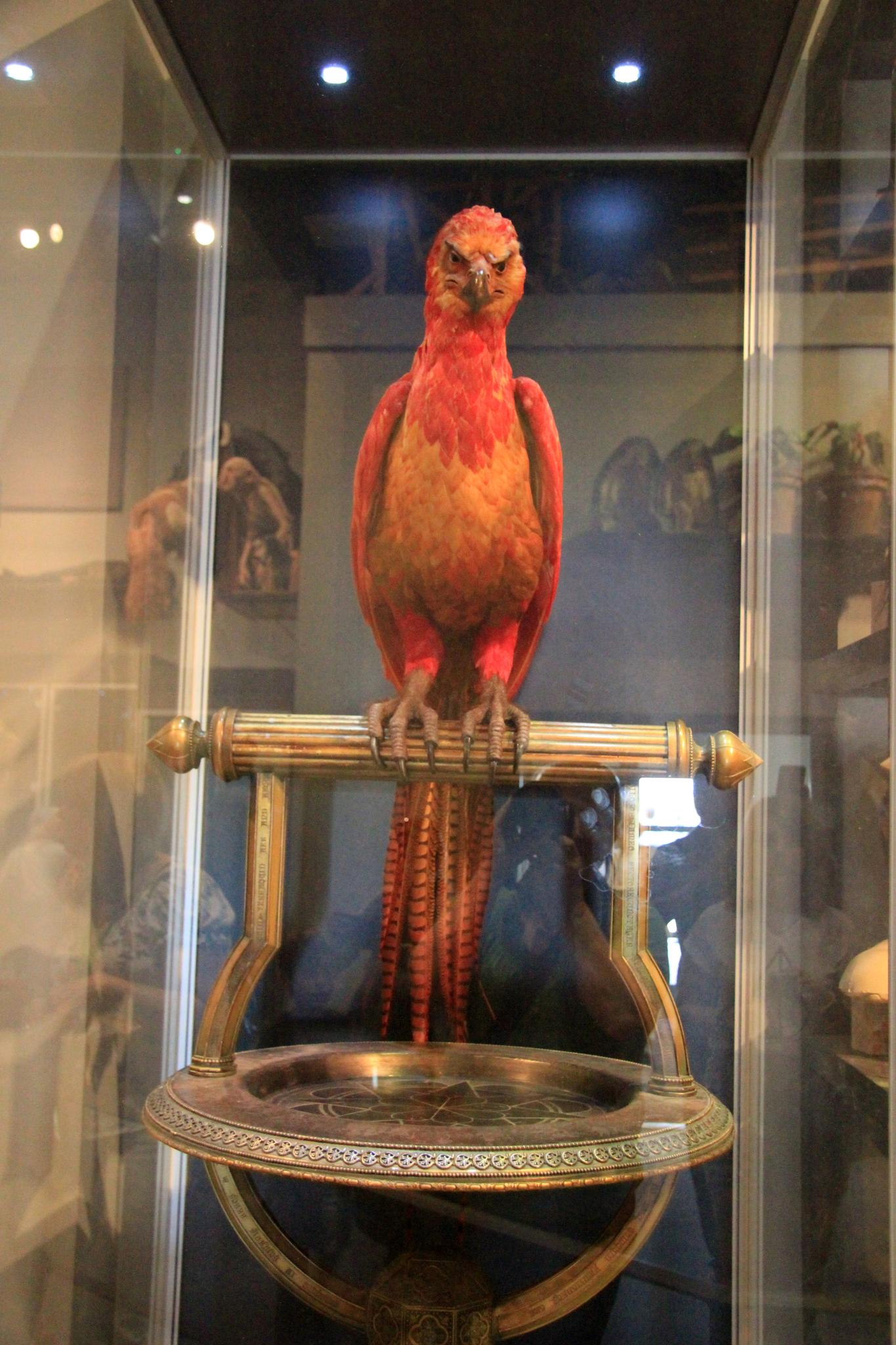
映画版のフォークス

ホグワーツの校長室にいる赤と黄金のとても美しい不死鳥。一般にはダンブルドアのペットと認識されているが、公式では「ダンブルドアに忠実」と説明されるだけで、ダンブルドアとの実際の関係は記されていない。第2巻ではハリーが蛇のバジリスクと戦っているときに組分け帽子を持ってきたあとで、バジリスクの眼をくちばしで突ついて潰す援護をし、決着後にバジリスクの牙の毒で傷ついたハリーをその涙で治癒する。さらに、ハリー、ロン、ジニー、ギルデロイ・ロックハートをぶら下げて秘密の部屋から校長室まで驚くべきスピードで飛ぶ。第5巻ではヴォルデモート卿がハリーに放った死の呪いを丸呑みにしたと同時に炎に包まれ燃え尽き、その後は灰の中から生まれ変わる。第6巻でダンブルドアが死亡した際、悲しみの唄を歌ったあとにホグワーツを去る。
かつてオリバンダー老人に尾羽を提供し、この羽をもとにヴォルデモートとハリーの杖が作られた。

### その他のキャラクター
バンジー
セキセイインコ。第5巻で水上スキーを覚えたことが、マグルのニュースで報じられる。